# Guifré el Pilós
Guifré I de Barcelona, dit el Pilós o el Pelós (ca. 840 - 897), fou comte de Barcelona, comte d'Osona i comte de Girona (878 - 897); comte d'Urgell, de la Cerdanya (870 - 897) i també comte de Conflent (896 - 897). Fou el dotzè i darrer comte de Barcelona nomenat pels reis francs, i el primer a donar en herència els seus dominis territorials, iniciant així la dinastia comtal de Barcelona (Guiffredus primus comes Barchinone), tot i mantenir el jurament de fidelitat als reis de França. Com a fundador de la dinastia comtal de Barcelona, ja des de l'edat mitjana els antics reis d'Aragó i comtes de Barcelona varen glorificar-ne i exaltar-ne la memòria, i el seu llinatge es mantingué per descendència directa de pare a fill durant cinc segles. Va morir a mans musulmanes durant la ràtzia islàmica del 897 i fou enterrat al monestir de Santa Maria de Ripoll. Els fets històrics i la llegenda es barregen en la seva biografia, recollida pels monjos del monestir de Santa Maria de Ripoll en la saga catalana Gesta Comitum Barchinonensium. Al llarg dels segles i seguint les antigues cròniques medievals dels reis d'Aragó i comtes de Barcelona, se n'ha glorificat la memòria servant el seu record i considerant-lo el fundador de Catalunya, ja que des del 1380 fou anomenat «pare de la pàtria».

## Nom

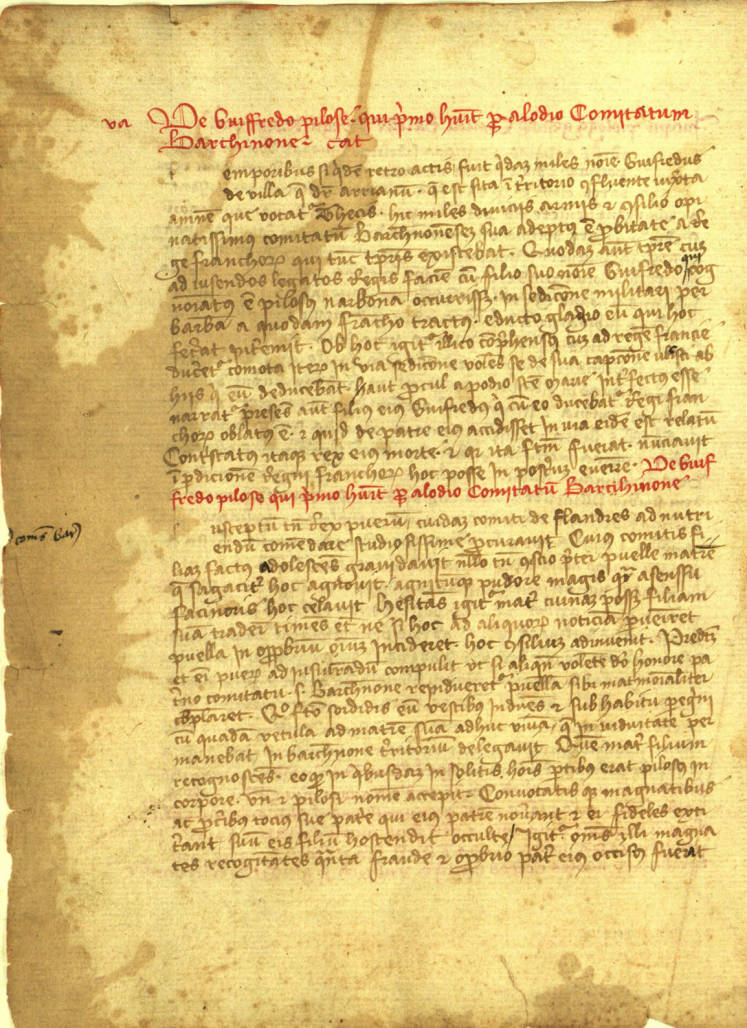
La Gesta Comitum i la llegenda de Guifré: «Guiffredo pilose»

- En els documents coetanis, escrits en llatí, el seu nom apareix escrit Guifredus i Wifredus.
- En la Gesta Comitum Barchinonensium, escrita en llatí, apareix escrit: «De Guiffredo pilose» i «Guifredo, qui cognomitamus est Pilosus».
- En la Crònica de Bernat Desclot, escrita en català, apareix escrit: «Guifre».
- En la Crònica dels reis d'Aragó i comtes de Barcelona, escrita en català, apareix escrit: «Guiffre».
- En la Genealogia regum Navarrae et Aragoniae et comitum Barchinonae, escrita en llatí, apareix escrit: «Guiffredus».
- En les Histories e conquestes dels reys de Arago e comtes de Barcelona, escrita en català, apareix escrit: «Grifa».

### El nom
Guifre és un nom d'origen germànic, Wigfred o Wifrid, probablement pres del fràncic, que etimològicament significa: 'Pau victoriosa'. En llatí aquest nom s'adaptà com a Wifrēdus, el qual es pot adaptar en català com a Vifred. El nom Guifre es perdé amb el temps, però en cognoms i noms de lloc es conservà, i tot el segle xix es conservava l'accentuació catalana, com es pot llegir en Verdaguer. Al segle xx, la historiografia moderna interpretà que, atès que el mot era pla en llatí, calia que fos agut en català, i en modificà la tònica erròniament. Actualment la variant aguda és la més freqüent, per bé que Coromines maldà per revertir la pronúncia original.

### El malnom
El malnom de «Pelós» apareix per primera vegada en la Brevis historia monasterii Rivipullensis, una crònica catalana escrita en llatí al segle xii que recopila la història del monestir de Santa Maria de Ripoll del 888 fins al 1147. Aquesta crònica va ser font de la Gesta Comitum Barchinonensium, 'Gesta dels comtes de Barcelona', que comença amb la llegenda de Guifré el Pilós. Aquesta llegenda recollida en la Gesta explica que la raó d'aquest malnom era que tenia pèl allí on els homes no acostumaven a tenir-ne, sense concretar on, de manera que, segons la llegenda, en retornar de Flandes a Barcelona disfressat de pelegrí, la seva mare el va reconèixer immediatament.
| «                               | I quan sa mare el veié, fou molt pagada i alegre i conegué que era el seu fill. Perquè pèl tenia en llocs on els homes no acostumen a tenir i per això fou anomenat "el Pelós". | » |
| — Gesta Comitum Barchinonensium | |   |

Una redacció tardana de la Gesta en català traduí Pilosus per 'Pelós', i així es recollí posteriorment en la historiografia catalana medieval. Durant l'edat moderna, la historiografia catalana escrita en castellà feu servir la forma «Velloso», i durant la Renaixença es feu servir la forma «Pilós», derivada directament del llatí original «Pilosus».

## Orígens familiars

### La llegenda de Guifré el Pilós

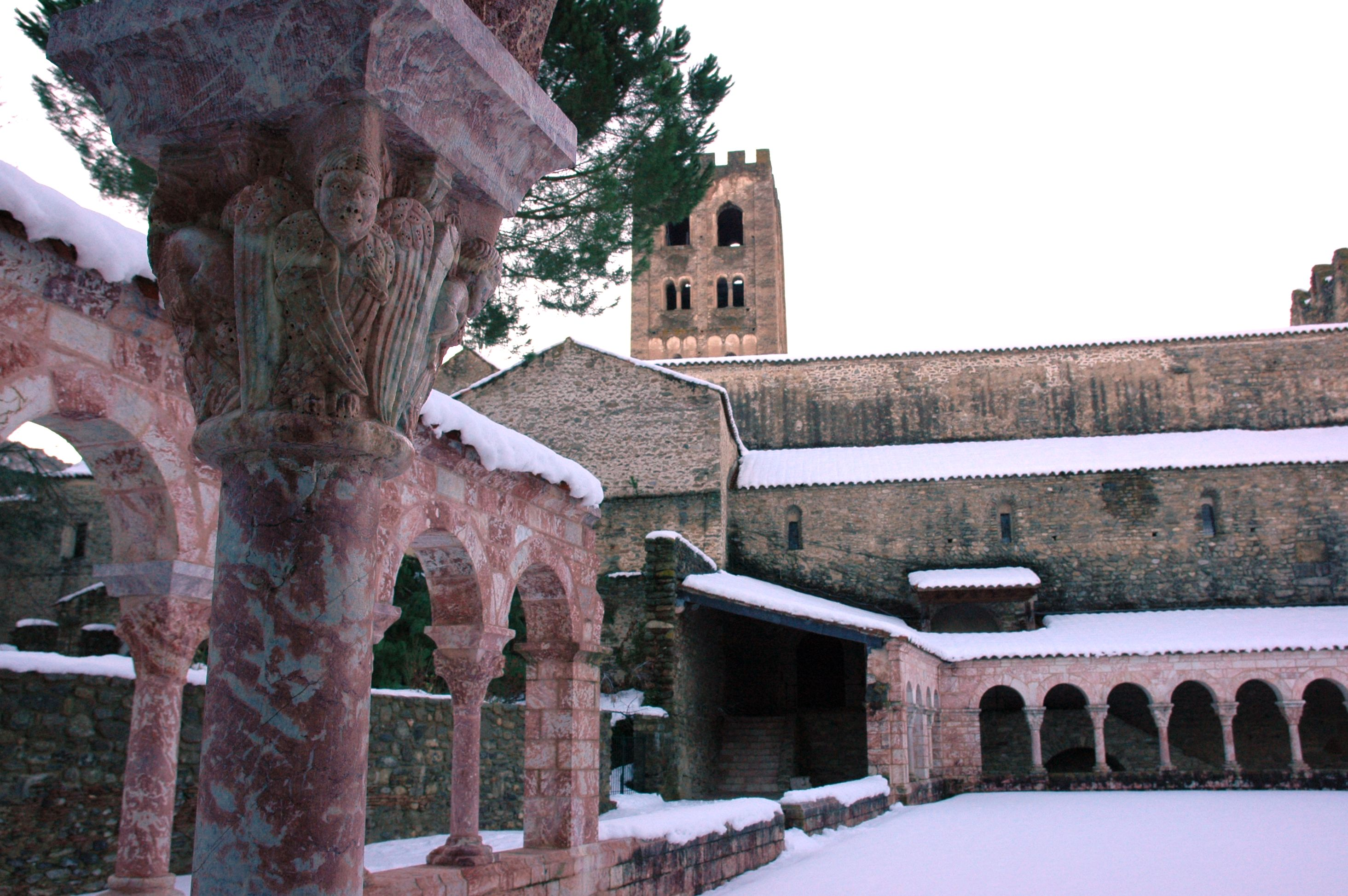
Claustre del monestir de Sant Miquel de Cuixà (Conflent)

Els orígens familiars de Guifré I de Barcelona eren desconeguts durant l'alta edat mitjana. La llegenda de Guifré el Pilós, recollida per primera volta en la saga Gesta Comitum Barchinonensium, narra que aquest era fill d'un cavaller que també s'anomenava Guifré, originari de la vila de Rià (o d'Arrià); aquesta llegenda fou recollida pels monjos del monestir de Santa Maria de Ripoll i comença amb les paraules següents:
| «                               | Pels relats dels antics, sabem que en un temps llunyà hi hagué un cavaller de nom "Guifré", oriünd de la vila anomenada "Arrià", que és en territori del Conflent, tocant al riu Tet, prop del monestir de Sant Miquel de Cuixà. | » |
| — Gesta Comitum Barchinonensium | |   |

Aquestes primeres paraules de la llegenda situen el lloc d'origen del cavaller Guifré d'Arrià, pare llegendari de Guifré el Pilós, a la vila de Rià, situada prop del riu Tet i del monestir de Sant Miquel de Cuixà, a l'antic comtat de Conflent (el mil·lenari comtat del Conflent fou amputat de Catalunya i annexionat a França pel tractat dels Pirineus l'any 1659).
Durant els segles xvi i xvii, diversos historiadors començaren a posar en dubte la historicitat de la llegenda; així, mentre l'historiador aragonès Jerónimo Zurita encara la inclogué en la seva obra Anales de la corona de Aragón (1562-1580), ja l'historiador occità Pèire de Marca la definí com una «faula» en la seva obra Marca hispanica; sive, Limes hispanicvs (1688).

### Sunifred d'Urgell, pare de Guifré el Pilós
Al segle xviii, mentre els historiadors i monjos benedictins Claude de Vic (1670-1734) i Joseph Vaissette (1685-1756) redactaven la Histoire générale de Languedoc (1730), trobaren un document de l'any 888 en què uns germans realitzaven una donació de béns a l'abadia de la Grassa (comtat de Carcassona, Septimània) per a la salvació de l'ànima dels seus pares: «dompni Suniefridi, genitoris nostri, vel dompne Ermessindae genitricis nostrae»; els germans que signaven la donació eren Sesenanda, Sunifred, el comte Guifré, el comte Radulf i el comte Miró. La identificació d'aquests comtes l'any 888 resultava senzilla: eren el comte de Barcelona Guifré el Pilós, el comte de Conflent Miró el Vell, i el comte de Besalú Radulf, i aquest document desvelava no tan sols que aquests comtes eren germans, sinó que eren fills d'un matrimoni format per un Sunifred casat amb una Ermessenda.
|  |                          |  |  |  |  |  |  |  |  |  |  |  |  |  |  |  |
|  | 2. Sunifred I d'Urgell   |  |  |  |  |  |  |  |  |  |  |  |  |  |  |  |
|  |                          |  |  |  |  |  |  |  |  |  |  |  |  |  |  |  |
|  |                          |  |  |  |  |  |  |  |  |  |  |  |  |  |  |  |
|  | 1. Guifré I de Barcelona |  |  |  |  |  |  |  |  |  |  |  |  |  |  |  |
|  |                          |  |  |  |  |  |  |  |  |  |  |  |  |  |  |  |
|  |                          |  |  |  |  |  |  |  |  |  |  |  |  |  |  |  |
|  | 3. Ermessenda            |  |  |  |  |  |  |  |  |  |  |  |  |  |  |  |
|  |                          |  |  |  |  |  |  |  |  |  |  |  |  |  |  |  |
|  |                          |  |  |  |  |  |  |  |  |  |  |  |  |  |  |  |

Aquesta filiació, que desacreditava el llegendari cavaller Guifré d'Arrià, es veié confirmada poc de temps després per un altre document que ja havia trobat al segle xvii l'historiador Pèire de Marca i que els historiadors benedictins no coneixien quan publicaren la seva primera edició de la Histoire générale de Languedoc; es tractava d'un judici de l'any 874 presidit pel comte de Conflent Miró el Vell, en què el mandatari del comte relatava com diversos cavallers havien prestat servei en temps del pare del comte Miró, que havia estat el comte Sunifred d'Urgell. Amb aquests documents, la filiació de la nissaga havia quedat completa: els comtes Guifré I de Barcelona «el Pilós», Miró I de Conflent «el Vell», i Radulf I de Besalú eren germans, i havien estat fills del comte Sunifred I d'Urgell i de la seva muller Ermessenda.

### Teories sobre els avis de Guifré el Pilós
A partir d'aleshores, els estudis s'han centrat a descobrir qui foren els progenitors del comte Sunifred I d'Urgell, el pare del comte Guifré el Pilós. Actualment, els historiadors sostenen dues teories al respecte: 
- Teoria de Borrell I d'Osona: ja els historiadors i monjos benedictins Claude de Vic i Joseph Vaissette provaren de determinar qui fou el pare de Sunifred I d'Urgell; finalment, trobaren un precepte de l'any 829 concedit pel rei franc Lluís el Pietós al «fidel Sunifred», a qui ratificava la possessió de la vila de Fontcouverte (comtat de Narbona, Septimània), recordant que ja havia estat propietat del seu pare, el «difunt Borrell». Sense indicacions més concretes, els dos historiadors francesos proposaren la teoria que el «difunt Borrell» hauria pogut ser el comte Borrell I d'Osona. A finals del segle xviii, l'historiador Jaume Caresmar i Alemany posà en dubte la teoria de Borrell I d'Osona, al·legant que cap document podia corroborar la identificació del «fidel Sunifred» amb Sunifred I d'Urgell, així com tampoc la identificació del «difunt Borrell» amb el comte Borrell I d'Osona.

El 1851, l'historiador francès Tastu trobà un document en què el comte Miró el Vell, germà de Guifré el Pilós, afirmava que el seu avi s'anomenava «Bellone»; Tastu identificà aquest «Bellone» amb Bel·ló de Carcassona; però, acceptant com a certa la teoria que Borrell I d'Osona hauria estat l'avi patern de Guifré el Pilós, conclogué que Bel·lo I de Carcassona hauria estat el seu avi matern. A principis del segle xx, l'historiador Antoni Rovira i Virgili tornà a posar en dubte la teoria de Borrell I d'Osona argumentant la difícil identificació del «fidel Sunifred» i del «difunt Borrell». Però, tot i així, a mitjan segle xx, l'historiador Josep Sala i Molas i l'historiador francès Léonce Auzias se sumaren a la «teoria de Borrell I d'Osona», coincidint que Bel·ló de Carcassona hauria estat l'avi matern de Guifré el Pelós. A finals del segle xx, l'historiador Pere Ponsich i Rondes[18] i Archibald Lewis[19] també acceptà la teoria que Borrell I d'Osona hauria estat l'avi patern de Guifré el Pelós, mentre que Bel·lo I de Carcassona n'hauria estat l'avi matern:

|  |                                   |  |  |  |  |  |  |  |  |  |  |  |  |  |  |  |
|  | 4. Borrell I d'Osona (visigot)    |  |  |  |  |  |  |  |  |  |  |  |  |  |  |  |
|  |                                   |  |  |  |  |  |  |  |  |  |  |  |  |  |  |  |
|  |                                   |  |  |  |  |  |  |  |  |  |  |  |  |  |  |  |
|  | 2. Sunifred I d'Urgell            |  |  |  |  |  |  |  |  |  |  |  |  |  |  |  |
|  |                                   |  |  |  |  |  |  |  |  |  |  |  |  |  |  |  |
|  |                                   |  |  |  |  |  |  |  |  |  |  |  |  |  |  |  |
|  | 1. Guifré I de Barcelona          |  |  |  |  |  |  |  |  |  |  |  |  |  |  |  |
|  |                                   |  |  |  |  |  |  |  |  |  |  |  |  |  |  |  |
|  |                                   |  |  |  |  |  |  |  |  |  |  |  |  |  |  |  |
|  | 6. Bel·ló de Carcassona (visigot) |  |  |  |  |  |  |  |  |  |  |  |  |  |  |  |
|  |                                   |  |  |  |  |  |  |  |  |  |  |  |  |  |  |  |
|  |                                   |  |  |  |  |  |  |  |  |  |  |  |  |  |  |  |
|  | 3. Ermessenda                     |  |  |  |  |  |  |  |  |  |  |  |  |  |  |  |
|  |                                   |  |  |  |  |  |  |  |  |  |  |  |  |  |  |  |
|  |                                   |  |  |  |  |  |  |  |  |  |  |  |  |  |  |  |

- Teoria de Bel·ló I de Carcassona: fou l'historiador francès Tastu qui trobà el document que bastia la teoria de Bel·ló I de Carcassona; en l'opuscle Note sur l'origen des comtes héréditaires de Barcelona (1851), indicà una escriptura del 879 sobre l'església de Sant Vicent, en què es reconeixia la propietat al comte Miró el Vell, que al·legava que ja havia estat del seu avi: «mandatario de Mirone comite, de cella vel ecclesia sancti Vicentii cum adiacencias sus, qualiter sua hereditas esse debet per successionem avi sui Bellone»; Tastu identificà aquest «Bellone» amb Bel·ló de Carcassona; però, acceptant com a certa la teoria que feia a Borrell I d'Osona l'avi patern de Guifré el Pilós, conclogué que Bel·lo I de Carcassona hauria estat el seu avi matern. A principis del segle xx, l'historiador Antoni Rovira i Virgili revisà la documentació que s'havia anat trobant i descartà la «teoria de Borrell I d'Osona»; per contra, proposà la hipòtesi segons la qual, donada la vinculació del comte Guifré el Pilós i els seus germans amb l'abadia de la Grassa situada al comtat de Carcassona (Septimània), resultaria possible que el pare d'aquests, el comte Sunifred I d'Urgell, estigués vinculat familiarment amb el comtat de Carcassona.

Aquesta hipòtesi de treball fou seguida per l'historiador Ramon d'Abadal i de Vinyals, que l'any 1958 proposà la teoria que Sunifred I d'Urgell hauria estat fill del comte Bel·ló de Carcassona, un noble visigòtic a qui l'emperador franc Carlemany nomenà comte de Carcassona i que, segons Abadal, era originari del comtat de Conflent.[20] Però, Ramon d'Abadal no sols proposà que Bel·ló hauria estat el pare del comte Sunifred I d'Urgell i, per tant, avi de Guifré el Pilós, sinó que també hauria estat el pare del comte Sunyer I d'Empúries; aquest extrem ha estat posat en dubte l'any 2004 per l'historiador Josep Maria Salrach i Marès.[21] Si aquesta teoria fos certa, implicaria que pràcticament la totalitat de les nissagues comtals catalanes haurien tingut un origen comú en el comte Bel·ló de Carcassona, perquè si les cases comtals de Barcelona, Girona, Osona, Urgell, Besalú i de Cerdanya tingueren el seu origen en els fills de Guifré el Pilós, les cases comtals d'Empúries i de Rosselló tingueren el seu origen comú en Sunyer I d'Empúries; tan sols la casa comtal del Pallars i Ribagorça hauria tingut un origen separat. És per aquesta raó que alguns autors fan servir l'expressió dinastia bel·lònida per a designar la majoria de llinatges comtals catalans que haurien estat originats per Bel·ló, acceptant que la teoria de Ramon d'Abadal fos certa:

|  |                                   |  |  |  |  |  |  |  |  |  |  |  |  |  |  |  |
|  | 4. Bel·ló de Carcassona (visigot) |  |  |  |  |  |  |  |  |  |  |  |  |  |  |  |
|  |                                   |  |  |  |  |  |  |  |  |  |  |  |  |  |  |  |
|  |                                   |  |  |  |  |  |  |  |  |  |  |  |  |  |  |  |
|  | 2. Sunifred I d'Urgell            |  |  |  |  |  |  |  |  |  |  |  |  |  |  |  |
|  |                                   |  |  |  |  |  |  |  |  |  |  |  |  |  |  |  |
|  |                                   |  |  |  |  |  |  |  |  |  |  |  |  |  |  |  |
|  | 1. Guifré I de Barcelona          |  |  |  |  |  |  |  |  |  |  |  |  |  |  |  |
|  |                                   |  |  |  |  |  |  |  |  |  |  |  |  |  |  |  |
|  |                                   |  |  |  |  |  |  |  |  |  |  |  |  |  |  |  |
|  | 6. Borrell I d'Osona (visigot)    |  |  |  |  |  |  |  |  |  |  |  |  |  |  |  |
|  |                                   |  |  |  |  |  |  |  |  |  |  |  |  |  |  |  |
|  |                                   |  |  |  |  |  |  |  |  |  |  |  |  |  |  |  |
|  | 3. Ermessenda                     |  |  |  |  |  |  |  |  |  |  |  |  |  |  |  |
|  |                                   |  |  |  |  |  |  |  |  |  |  |  |  |  |  |  |
|  |                                   |  |  |  |  |  |  |  |  |  |  |  |  |  |  |  |

## Matrimoni i descendents
- Casat el 877 amb Guinidilda d'Empúries.[22][23][n 2] Del matrimoni nasqueren els fills següents:
  - Guifré II Borrell de Barcelona (874-911), comte de Barcelona, Girona i Osona (897-911).
  - Miró II de Cerdanya (878-927), comte de Cerdanya i Besalú.
  - Emma de Barcelona (880-942), abadessa del monestir de Sant Joan de les Abadesses.
  - Sunifred II d'Urgell (880?-948), comte d'Urgell.
  - Radulf de Barcelona (885-940/942), bisbe d'Urgell i abat de Ripoll.
  - Sunyer I de Barcelona (890-951), comte de Barcelona, Girona i Osona (911-947).
  - Ermessenda de Barcelona (?-925).
  - Cixilona de Barcelona (?-945), abadessa del monestir de Santa Maria del Camí de La Garriga fundat per la seva germana Emma.
  - Riquilda de Barcelona.
  - Guinidilda de Barcelona (897-923), casada amb Ramon II de Tolosa.

## Regnats de Carles I «el Magne» i Lluís I «el Pietós»

### La caiguda del Regne visigot

Regne visigot vers l'any 700

Després de l'enfonsament de l'Imperi Romà d'Occident, les tribus bàrbares crearen diversos regnes en els territoris envaïts; així, els visigots s'instal·laren a Hispània i crearen el Regne visigot de Toledo, mentre que els francs s'apoderaren de la Gàl·lia i crearen el Regne franc. L'organització territorial del Regne visigot es basà en les antigues províncies romanes, al capdavant de les quals hi havia el duc de la província (dux provinciae). El dux tenia autoritat sobre tota la província i sobre els comtes de les ciutats (comes civitatis). La província de la Tarraconensis fou anomenada, esporàdicament, «ducat d'Ibèria», mentre que la Narbonensis s'anomenà «ducat de Septimània». El 711, començà el col·lapse del Regne visigot, dividit per enfrontaments interns i envaït per tropes musulmanes; nombrosos magnats gots optaren per sotmetre's voluntàriament als musulmans a canvi de mantenir el seu poder provincial o local. La Tarraconensis va caure el 714 i el «ducat de Septimània» fou sotmès el 725.

### La conquesta franca de la Gòtia

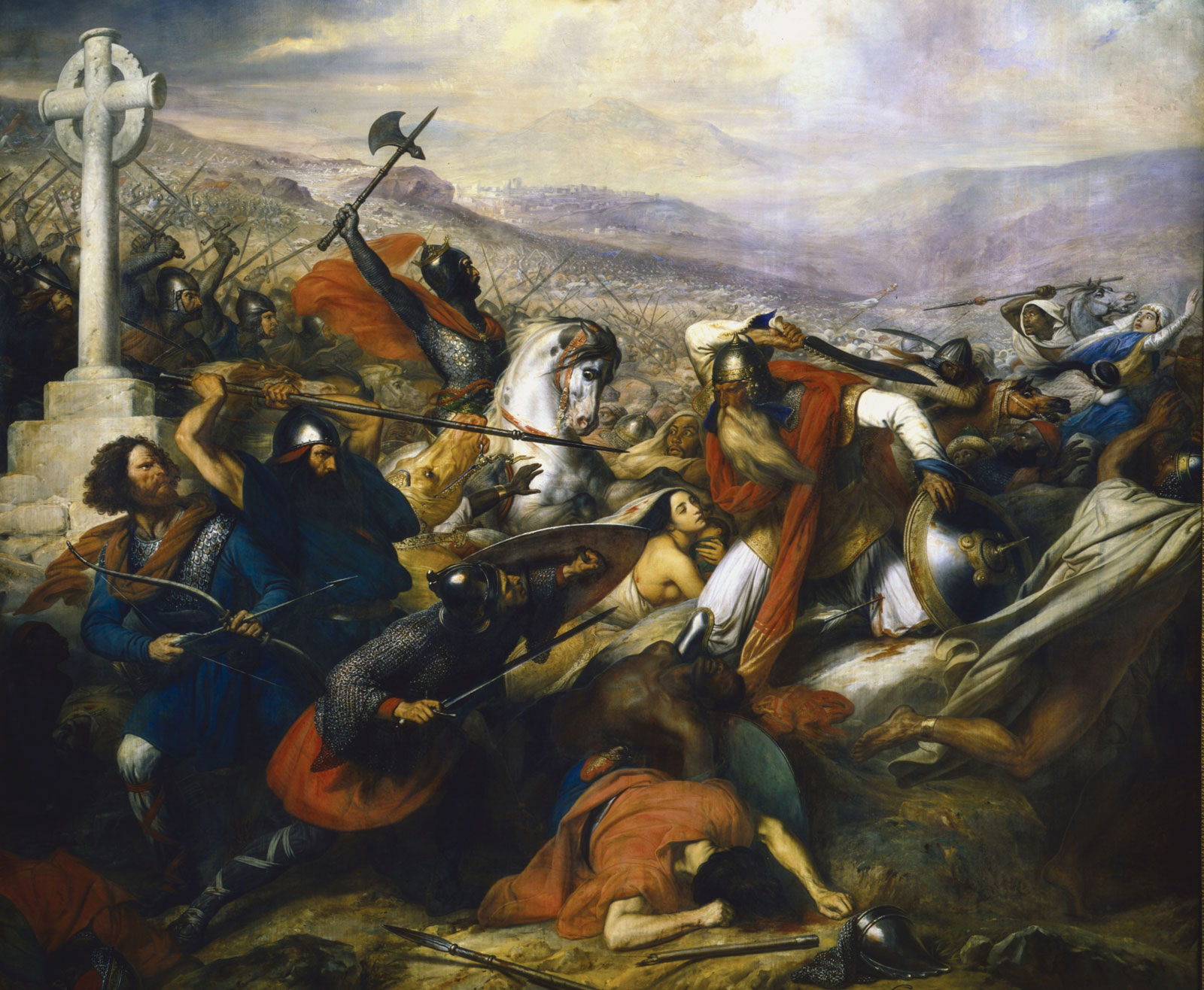

El 732, el franc Carles Martell va aconseguir aturar l'avenç islàmic per Europa en la batalla de Tours. Poc després, el 752, els gots del «ducat de Septimània» es lliuraren a l'obediència dels francs, a condició de mantenir les lleis gòtiques i el seu poder. Aquell mateix any 752, els francs entraren al Rosselló i conqueriren Arbuna (Narbona), en mans dels musulmans, després d'un setge de set anys. El 777, els governants iemenites d'Al-Tagr al-Ala, enfrontats al sirià Abd ar-Rahman I, l'emir omeia de Qurtuba, es van revoltar i s'aliaren amb el rei dels francs Carles I «el Magne», que va acceptar l'oferta dels representants musulmans de Djarunda (Girona), Barsyluna (Barcelona) i Wasqa (Osca), que en la dieta de Paderborn van oferir els seus territoris a canvi de suport militar. La revolta fou desmantellada i el 778 fracassà el setge de Saraqusta (Saragossa), que acabà amb la mort de Sulayman ibn Yaqdhan al-Kalbí al-Arabí a mans del seu antic aliat Hussayn ibn Yahya al-Ansarí. Quan les tropes franques es retiraven, foren assaltades en la batalla de Roncesvalls. El 785, les mateixes elits locals que havien capitulat davant dels musulmans, lliuraren la ciutat de Djarunda, que estava governada pel valí de Barsyluna Matruh ibn Sulayman, a les tropes de Carles I «el Magne». Amb la conquesta franca de Girona, la frontera s'establí en els límits del riu Tordera. La presa de Girona a mans dels francs provocà diverses expedicions andalusines contra el territori perdut, entre aquestes la del 793, dirigida per Abd-al-Màlik ibn Abd-al-Wàhid ibn Mughith, en la qual s'assetjà Girona, i el fracassat setge de Narbona (793), que finalitzà amb la victòria del franc Guillem I de Tolosa contra els musulmans en la batalla d'Orbieu.
El 800, Carles I «el Magne» encomanà al seu fill Lluís el Pietós de conquerir definitivament Barsyluna, car el valí de la ciutat Sadun al-Ruayni li havia ofert el domini de la ciutat; però, a darrera hora, aquell es va desdir i a la tardor del 800 començà el setge de Barcelona (801), que acabaria l'any següent. Sadun al-Ruayni va fugir de la ciutat per demanar ajuda, però va ser capturat. Seguidament, el capitost musulmà Harun, emparentat amb alguns nobles gots de la ciutat, n'assumí el govern interí. Després d'un setge llarg, la fam feu que finalment, el diumenge de Pasqua, 4 d'abril del 801, els habitants de Barsyluna obrissin les portes a les tropes de l'exèrcit franc comandat pel duc Guillem de Tolosa. Els carolingis nomenaren Berà, fill del franc Guillem de Tolosa i d'una noble goda, comte de la ciutat (comes civitatis). En aquesta expedició, també es conquerí el castell de Terrassa, el nucli de població més important després de Barcelona, que dominava el Vallès. La frontera del Llobregat fou fortament reforçada, i posteriorment es van fer tres intents fallits de conquesta de Turtuixa (Tortosa), el 804, 807 i 808, i Wasqa (Osca) els anys 807 i 812. Finalment, la derrota franca en la batalla de Pancorbo l'any 816 provocà una revolta dels vascons contra l'hegemonia franca, i nomenaren Ènnec I de Pamplona rei de Pamplona. Aquest fet i els fracassos de les temptatives de dur la frontera a l'Ebre amb els atacs a Turtuixa van aturar definitivament la conquesta carolíngia d'Hispània i l'estabilització de la frontera al riu Llobregat.
La Gòtia és el nom que els francs donaren a les restes del Regne visigot i que varen conquerir entre el 752 i el 816. Administrada inicialment per magnats francs, el governador de la Gòtia tingué el títol de «marchio». També aparegué el títol de «dux» de la Gòtia, i el primer governant a emprar-lo fou el got Sunifred (? - 848), comte de Barcelona, Cerdanya i Urgell, i de Narbona, i pare de Guifré el Pelós. El darrer que s'intitulà «dux» de la Gòtia fou el seu descendent, el comte Borrell II (927 - 992). El «ducat de Septimània» el formaven els comtats d'Usès, Nimes, Melguelh (Magalona), Lodeva, Agde, Besiers, Narbona, Carcassona, Rasès, Conflent i Rosselló. Posteriorment, al segle xix, i donat el terme «marca», l'historiador Josep Calmette va creure trobar la prova que als territoris conquerits a Hispània els carolingis hi havien instituït, com en altres regions frontereres -cas de la Bretanya, Saxònia, Panònia o el Friül-, un districte de caràcter militar i administratiu governat per un marquès, amb jurisdicció sobre els comtes. Tanmateix, però, segons observà l'historiador Ramon d'Abadal, al Regne franc no existí mai el càrrec de marquès d'Hispània, però sí, en canvi, els de duc de Tolosa, duc de Septimània i el de marquès de Gòtia. A més, seguint Abadal, als documents oficials francs, ço és, expedits per la cancelleria, tampoc no s'hi emprà mai l'expressió marca hispànica, un terme erudit que només apareix entre el 821 i el 850 en obres literàries com els Annales regni Francorum o els Annales Bertiniani, i que no tornaria a aparèixer fins que, per mitjà erudit, al segle xviii, un historiador francès el popularitzà.

## Regnat de Carles II «el Calb»

Partició de l'Imperi Carolingi, que fou dividit en tres parts pel tractat de Verdun (843), posant fi a la Guerra civil franca: França occidental fou per a Carles el Calb; França central per a Lotari I; i Frància Oriental per a Lluís el Germànic

### Divisió de l'Imperi Carolingi i la revolta de Bernat de Septimània
Però, quatre dècades després, la unitat de l'Imperi Carolingi es dividí per la Guerra Civil franca, que esclatà arran de les lluites dinàstiques entre els nets de l'emperador Carles I «el Magne». L'any 840, a la mort de l'emperador Lluís I «el Pietós», esclatà la Guerra civil entre els seus tres fills per apoderar-se del vast imperi. Els germans petits Carles el Calb i Lluís el Germànic es varen aliar en contra del fill primogènit, Lotari I, i el seu aliat Pipí II d'Aquitània. Aquests foren derrotats en la batalla de Fontenoy-en-Puisaye el 25 de juny de 841. Un dels aliats del fill primogènit Lotari I havia estat Bernat de Septimània, comte de Barcelona, de Girona, de Narbona, de Besiers, d'Agde, de Magalona, de Nimes i de Tolosa. Aquest no va voler participar en la batalla final perquè, poc abans, el candidat pel qual lluitava, Lotari I, havia fet executar els seus germans. Després de la derrota de Lotari I el seu aliat Pipí II d'Aquitània es refugià en terres de Bernat de Septimània; aquest decidí enviar el seu fill Guillem de Septimània a oferir la seva obediència al vencedor, Carles el Calb, prometent que aconseguiria que Pipí II d'Aquitània també li retés obediència.
Però, Bernat de Septimània no complí amb la promesa i l'any següent, el 842, Carles el Calb, que aleshores tenia 19 anys, decidí castigar el comte Bernat desposseint-lo del comtat de Tolosa. Bernat de Septimània refusà la decisió de Carles el Calb i, aliat amb Pipí II d'Aquitània, es va rebel·lar obertament contra Carles el Calb i reconquerí el comtat de Tolosa. L'any següent, el 843, se signà el tractat de Verdun, que posà fi a la Guerra Civil franca i mitjançant el qual l'Imperi Carolingi fou dividit en tres parts: la França occidental per a Carles el Calb, la França central per a Lotari I, i la Frància Oriental per a Lluís el Germànic. Havent consolidat el tron, el 844 Carles el Calb tornà al sud amb l'objectiu de sotmetre definitivament Pipí II d'Aquitània. Bernat de Septimània fou capturat durant el setge de Tolosa (844) i, el maig del 844, Carles el Calb ordenà que Bernat de Septimània fos decapitat.

### Assassinat del comte got Sunifred, pare de Guifré el Pilós

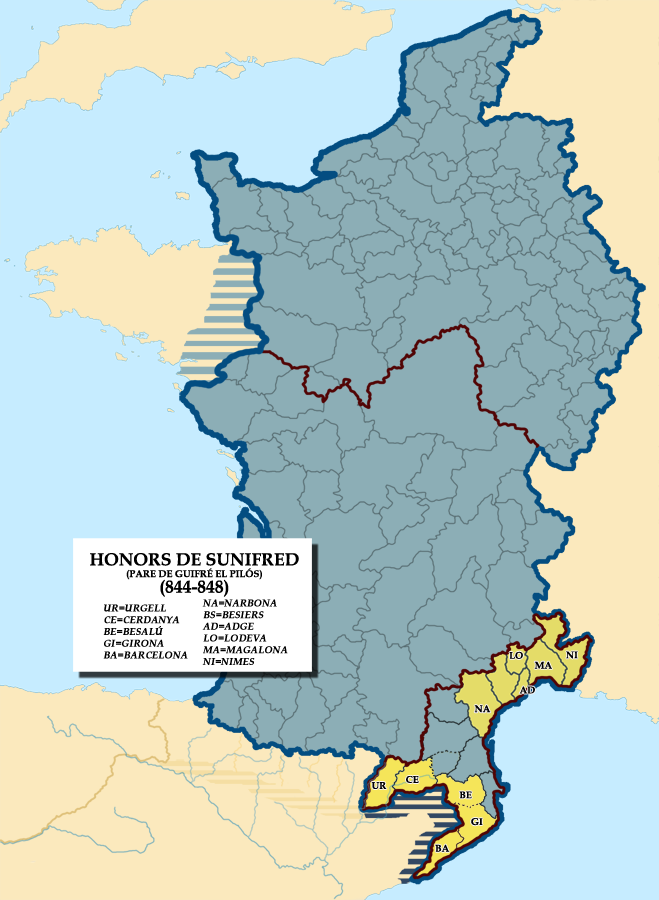
Honors de Sunifred (844-848)
Francia Occidentalis (843-987)

Després de l'execució del cavaller franc Bernat de Septimània el 844, Carles el Calb concedí al noble got Sunifred —pare de Guifré el Pilós— els comtats de Barcelona, Girona, Narbona, Nimes, Agde, Besiers i de Magalona, que s'uniren a la seva jurisdicció, car fins aleshores havia estat comte d'Urgell i de Cerdanya. Amb tot, aquest vast domini territorial hagué de prosseguir la lluita contra el rebel franc Guillem de Septimània, fill del decapitat Bernat, i el seu aliat Pipí II d'Aquitània, mentre l'any següent aturava la ràtzia musulmana del 845. Però, el 848, Guillem de Septimània s'apoderà del comtat de Barcelona i del d'Empúries, capturà Sunifred I d'Urgell i Sunyer I d'Empúries, i els feu executar.
L'estiu del 849, Carles el Calb contraatacà i envaí l'Aquitània. Pipí II d'Aquitània i Guillem de Septimània hagueren de fugir, i Carles investí el franc Aleran com a comte de Barcelona, Empúries, el Rosselló i marquès de la Septimània. Al cavaller Guifré, l'investí comte de Girona i Besalú, i al noble franc Salomó l'investí comte de Cerdanya, Urgell i el Conflent. Altrament, les terres centrals que havien format el comtat d'Osona havien quedat arrasades i despoblades ja des del 826 arran de la revolta d'Aissó i Guillemó. La revolta fou un alçament armat de la noblesa goda autòctona que, liderada per Aissó i Guillemó, s'enfrontà al noble franc Bernat de Septimània. Aquest era considerat un usurpador estranger i contra ell s'esgrimien els drets de sang que tenia Guillemó, el fill de l'antic comte got Berà. Els gots havien cercat el suport de tropes andalusines per enfrontar-se als francs, però la revolta fou esclafada i el domini franc sobre la Gòtia ja no fou més posat en dubte. Les actuals comarques del Vallès Occidental, Vallès Oriental, el Bages, Osona i el Berguedà havien quedat despoblades i no es recuperarien fins que, cinquanta anys després, el ja comte Guifré el Pilós n'incentivaria el repoblament el 878.
On sí que havia triomfat la revolta contra els francs fou al comtat de Pallars, al de Ribagorça, al de Sobrarb i al d'Aragó. A diferència dels comtats occidentals propers a la frontera franca, allí i gràcies al seu aïllament geogràfic, el comte Galí I Asnar reeixí a apoderar-se d'aquelles terres, i s'independitzà del domini franc. Però, aïllat i sense aliats, els comtats de Pallars i Ribagorça caigueren el 844 sota el domini de Frèdol, comte de Tolosa. Al seu torn, el 872, el noble Ramon s'apoderà dels comtats de Pallars i Ribagorça, i inicià la dinastia dels comtes de Pallars, mentre els comtats d'Aragó i de Sobrarb caigueren sota la influència dels reis de Pamplona.

### Les ràtzies musulmanes i els assalts vikings
Després d'executar Sunifred I d'Urgell —pare de Guifré el Pilós— el 848, el noble franc rebel Guillem de Septimània hagué de fugir de Barcelona davant l'ofensiva del rei Carles el Calb. Guillem cercà l'auxili de l'emir Abd al-Rahman II i, el 850, contraatacà i s'apoderà novament de Barcelona amb soldats andalusins comandats per Abd al-Karim ibn Abd al-Wahid ibn Mugit. Després passà a assetjar Girona, però no aconseguí sotmetre-la. Informat de la nova rebel·lió, Carles el Calb envià reforços al sud i finalment Guillem de Septimània fou derrotat, fou capturat i executat a Barcelona per nobles partidaris de Carles el Calb. L'any següent, els musulmans venjaren l'execució de Guillem de Septimània i llançaren la ràtzia de 851, que devastà totalment la ciutat de Barcelona. El 859, començà un dels atacs vikings més espectaculars; Björn Järnsida i Hastein van comandar seixanta-dos vaixells cap al Mediterrani. Rebutjats pels musulmans a la costa oest de la península Ibèrica, després de saquejar Al-Yazira al-Jadrā, van travessar l'estret de Gibraltar i assaltaren la costa est peninsular i les illes Balears. Durant l'hivern, es van establir a la Camarga, saquejaren la vall del Roine, i s'apoderaren d'Elna, Santa Maria d'Arles i Sant Genís de Fontanes; assolaren Empúries i arribaren potser fins a Banyoles.

### Guifré «el Pilós», comte d'Urgell i Cerdanya el 870
Està documentat que Salomó fou comte d'Urgell, Cerdanya i el Conflent fins al 868, any a partir del qual desapareix de la documentació. També està documentat que, el 873, Guifré el Pelós s'intitulava comte, i per documents posteriors, que s'intitulava comte d'Urgell, Cerdanya i Conflent, els mateixos comtats que havien estat en mans de Salomó. Però el que no està documentat és ni quan, ni per què, ni com, Guifré el Pilós s'apoderà d'aquestes terres.
La llegenda de Guifré el Pilós sosté que uns magnats francs havien assassinat Guifré d'Arrià, pare llegendari de Guifré el Pilós, fet que coincideix amb la realitat, perquè Sunifred d'Urgell, l'autèntic pare de Guifré el Pilós, fou assassinat pel magnat franc Guillem de Septimània. Després, la llegenda continua explicant que el comtat de Barcelona havia estat usurpat per un magnat franc anomenat Salomó, i que quan Guifré el Pilós retornà a Barcelona, matà el comte intrús Salomó i recuperà el comtat de Barcelona. Els fets coincideixen parcialment amb la llegenda, perquè hi hagué un noble franc anomenat Salomó, que era comte, no de Barcelona, sinó d'Urgell, i que el 868 desapareix de la documentació històrica, suplantat per Guifré el Pilós.
L'historiador Ramon d'Abadal descartà que Guifré el Pilós assassinés Salomó, comte d'Urgell, Cerdanya i Conflent, així com que Guifré el Pilós ocupés violentament els comtats; la documentació constata que el 868 el comte Salomó desapareix de la documentació històrica, i que l'agost del 871 apareix Miró el Vell, germà de Guifré el Pelós, com a comte de Conflent; del 873, hi ha un altre document en què Guifré el Pilós apareix intitulant-se comte, i poc després n'hi ha un altre en què s'especifica que és comte d'Urgell i Cerdanya. Ramon d'Abadal suggerí que, a la mort de Salomó, els comtats d'Urgell, Cerdanya i Conflent haurien quedat vacants, i que Guifré i el seu germà Miró haurien estat investits legalment pel rei Carles II de França; donades les evidències documentals, la investidura s'hauria d'haver produït entre el 868 i el 871; amb aquestes dades, proposà que això s'hauria esdevingut a l'assemblea d'Attigny, convocada pel rei de França el juliol del 870, i que en aquella assemblea seria quan Guifré el Pilós hauria rebut el nomenament com a comte d'Urgell, Cerdanya i Conflent. Tot seguit i segons l'historiador Josep Maria Salrach i Marès, Guifré el Pelós hauria associat el seu germà Miró el Vell al govern del Conflent.

## Regnat de Lluís II «el Quec»

### La capitular de Quierzy (877)

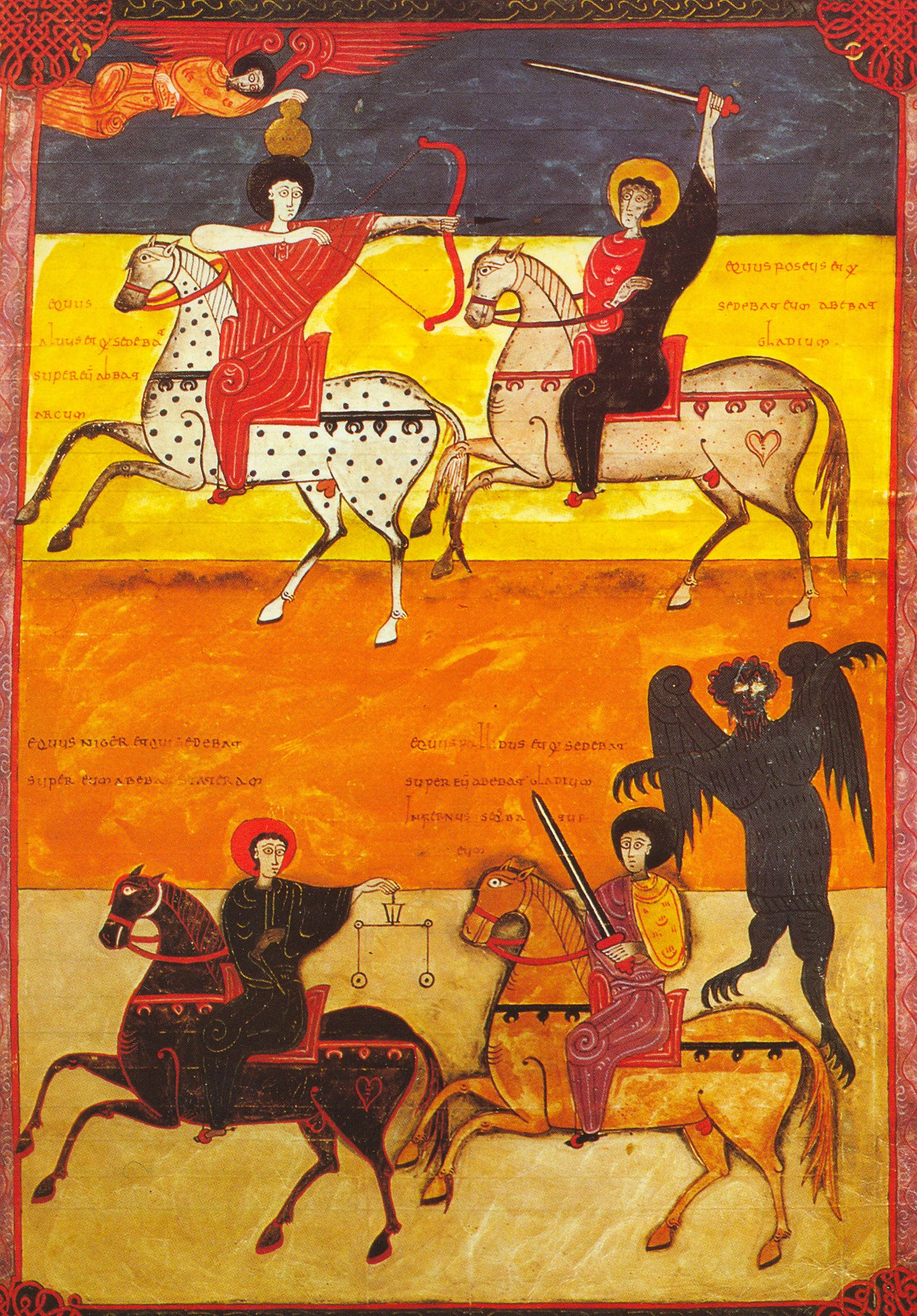
Miniatura d'un Beatus

Cridat a socórrer el papa Joan VIII, amenaçat pels musulmans, Carles el Calb emprèn una expedició a Itàlia. Prèviament, reuneix una assemblea a Quierzy per controlar la bona marxa del seu imperi. En aquesta mateixa assemblea, es promulgaren dos capítols que regularien la qüestió dels honors laics i eclesiàstics durant aquell període:
- Si l'emperador mor durant l'expedició -Carles el Calb acabava de patir una pleuritis- i un "gran" es retira a un monestir per pregar per la seva salut, el seu fill o un parent heretarà els seus beneficis.
- Els bisbats que quedin vacants seran sotmesos a un consell de gestió a l'espera de la decisió de l'emperador.
- Si un comte mor, el seu fill primogènit administrarà el comtat assistit pel bisbe i els principals oficials del comtat.
- Si un vassall mor, la seva vídua i els seus fills disposaran provisionalment dels seus beneficis.

Després de promulgar aquesta capitular, Carles el Calb inicià el viatge; però, quan es trobava a mitja expedició, fou informat de la revolta de diversos magnats, i emprengué immediatament viatge de retorn; Carles el Calb va morir el 6 d'octubre del 877. Però, aquest abast temporal i contextual esdevingué definitori i han estat considerats com els dos articles que fundaren el feudalisme, perquè instauraven legalment l'heretabilitat dels honors, cosa que fins aleshores eren una potestas (poder) reservada a la corona imperial.

### La revolta del comte franc Bernat de Gòtia
El 865, Carles II de França havia investit el magnat franc Bernat com a comte de Barcelona, Rosselló, Narbona, Agde, Besiers, Magalona i Nimes, raó per la qual se l'anomenà Bernat de Gòtia. Però, el setembre del 877 —aprofitant la marxa del rei a Itàlia—, es produí una rebel·lió general dels nobles francs en contra de la política del rei. La gran coalició de magnats, l'encapçalaren Bosó V de Provença, Bernat Plantapilosa, l'abat Hug de Nèustria i el magnat franc Bernat. Alertat de la rebel·lió, Carles II decidí retornar als seus dominis, però morí el 6 d'octubre de 877. Tot i així, però, els rebels continuaren lluitant contra les tropes fidels al fill del rei, Lluís II de França.
Guifré el Pilós i els seus germans Sunifred i Miró el Vell restaren fidels a la dinastia carolíngia. S'alçaren en armes en defensa del fill de Carles II de França i combateren contra els rebels avançant per la Septimània, on eliminaren els seguidors de Bernat de Gòtia. Unint les seves tropes amb les del vescomte Lindoí de Narbona, el comte Guifré el Pilós devastà les terres de Bernat de Gòtia, n'ocupà els castells i n'expulsà de les esglésies els sacerdots addictes al rebel Bernat de Gòtia. Finalment, el bisbe Hicmar de Reims persuadí els cabdills Bosó V de Provença, l'abat Hug de Nèustria i Bernat Plantapilosa per tal que abandonessin la rebel·lió, que tan sols fou mantinguda per Bernat de Gòtia amb el suport dels seus familiars. Lluís II de França, fill i successor del difunt rei Carles, fou coronat el 8 de desembre de 877 i, poc després, les tropes lleials al rei aconseguiren sotmetre els familiars de Bernat de Gòtia.

### Lleialtat als carolingis. Guifré el Pilós, comte de Barcelona i Girona

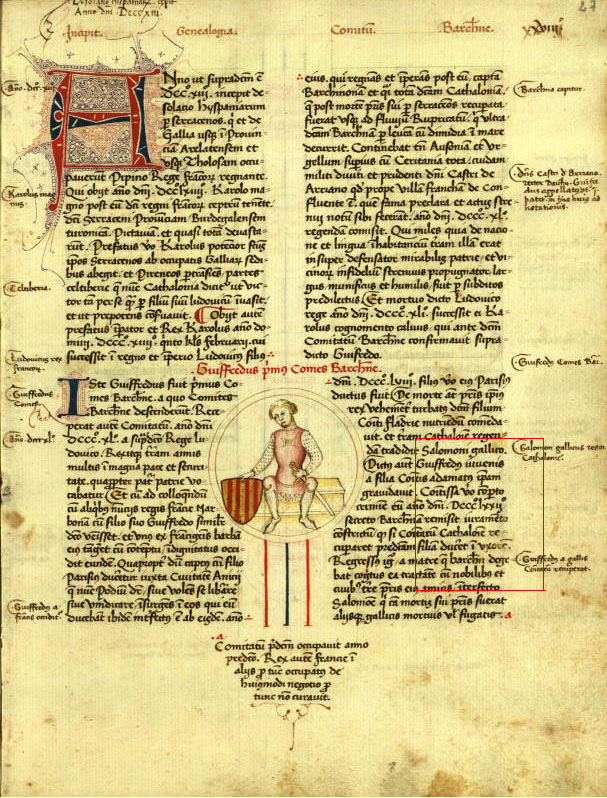
Guiffredus primus comes Barchinone. Genealogies dels comtes de Barcelona

L'11 d'agost del 878, es reuní el concili de Troyes convocat pel papa Joan VIII. En aquell concili, foren presents els bisbes de Barcelona, Girona, Elna i d'Urgell com a principals personalitats eclesiàstiques de la Gòtia. Les primeres sessions foren dedicades a qüestions d'ordre religiós, i el 7 de setembre del 878 es feu la solemne coronació del nou rei Lluís II de França, que ja havia estat consagrat l'any anterior. Els Annales Bertiniani recullen que, després, seguiren les sessions polítiques i l'11 de setembre del 878 es repartiren els honors (propietats) del derrotat Bernat de Gòtia: Barcelona, Rosselló, Narbona, Besiers, Nimes i Magalona. Els principals beneficiaris en foren potentats francs, però els Annales també assenyalen que hi hagué «d'altres disposats secretament», dels quals no concreta el nom.
L'historiador Léonce Auzias sosté la teoria que, entre aquests «d'altres disposats secretament», hi hauria Guifré el Pilós, que rebé Barcelona i Girona, i el seu germà Miró el Vell, que va rebre el Rosselló; fonamenta la seva teoria en el fet que, poc després del concili de Troyes, són aquests qui apareixen com a detentors d'aquests comtats. Josep Maria Salrach i Marès coincideix amb la teoria que assenyala una investidura legal, i puntualitza que de la mateixa manera que quan Guifré rebé els comtats d'Urgell i Cerdanya va cedir l'administració del pagus de Conflent al seu germà Miró, en aquesta ocasió hauria cedit el pagus de Besalú al seu altre germà Radulf; així mateix, Guifré el Pilós cedí l'abadia d'Arles al seu germà Sunifred, i el bisbat d'Elna al darrer germà, Riculf. Tant Ramon d'Abadal com Josep Maria Salrach coincideixen, doncs, a acceptar la teoria de la investidura legal de Guifré el Pilós, assenyalant que seria la recompensa que el rei Lluís II de França, fill de Carles II de França, atorgà a Guifré i a Miró per haver-se mantingut lleials a la dinastia carolíngia durant la revolta dels magnats francs.

## Crisi dels reis francs: Carloman, Carles «el Gras», Odó i Carles «el Ximple»

### Revolta a Borgonya i atacs vikings de Ragnar Lodbrok i Rol·ló

Els regnes governats per les dinasties carolíngies després de la mort de Lluís II «el Quec» el 879

El regnat de Lluís II «el Quec», però, fou molt breu, car morí dos anys després, el 879. Aleshores, el Regne franc es dividí entre els seus fills: Lluís III rebé les terres del nord —Nèustria—, mentre que Carloman II les terres del sud —el ducat d'Aquitània, la Septimània i el comtat de la Gòtia al sud dels Pirineus—, així com la titularitat del ducat de Borgonya; el fill més petit, Carles, no rebé cap territori.
Però, aprofitant l'ocasió, el 15 d'octubre d'aquell 879, diversos magnats francs de Borgonya i de Provença proclamaren rei el duc Bosó de Provença a fi de restablir l'antic Regne de Borgonya. Per defensar els seus drets sobre Borgonya i acabar amb la revolta, se signà el tractat de Ribemont, gràcies al qual el jove rei Carloman uní les seves tropes amb les dels seus parents carolingis: les del seu germà que regnava al nord de França, Lluís, i les dels seus cosins Carles III «el Gras» —rei d'Itàlia—, i Lluís III «el Jove» —rei d'Alemanya. Però, l'any següent, 880, després d'algunes victòries contra les tropes rebels, les tropes carolíngies es dividiren. La situació s'agreujà quan, poc després, morí el rei del nord Lluís el 882 i el mateix Carloman el 884. El buit de poder causat per la mort dels dos reis francs s'agreujà per la crítica situació que travessava el regne sotmès als continus atacs dels vikings. El 845, Ragnar Lodbrok assetjà París, i només se'n retirà després de rebre un fabulós rescat que evità la devastació de la ciutat. Atrets per aquesta victòria, seguidament, el 851 i el 861, París havia estat novament atacada, i quedà arrasada i saquejada pels vikings.
Aleshores, el 885, davant la mort del jove rei Carloman, els cabdills vikings Sígfrid, Sinric i Rol·ló s'uniren per sotmetre novament a setge París. Els magnats francs es congregaren d'urgència a l'assemblea de Ponthion (885), en què descartaren entronitzar Carles, l'únic fill que quedava viu de Lluís II «el Quec», un infant de només cinc anys. Per tal de buscar un monarca capaç de plantar cara als vikings, els magnats optaren per oferir la corona al seu cosí, Carles III «el Gras», rei d'Itàlia. Tanmateix, Carles III «el Gras» no demostrà gens d'interès per derrotar els vikings i acabà per comprar-ne la retirada a canvi de pagar-los un fort tribut. Nogensmenys, als seus dominis, es veia incapaç de dominar les revoltes de Baviera i Suàbia, que s'havien unit a la revolta de Borgonya. Per tot això, tan sols dos anys després, el 887, Carles III «el Gras» fou destronat. Els magnats francs, necessitats d'un monarca amb dots de cabdill militar, proclamaren el febrer del 888 el comte de París Odó com a regent de l'encara infant Carles durant la seva minoria d'edat. Aviat es veié en l'obligació de reprendre la guerra contra els vikings, els quals acabà derrotant a Montfaucon. Això no obstant, una facció de nobles francs liderats pel comte de Poitiers, nomenat tutor personal del jove Carles, se li oposaren i, finalment, Odó acabà per coronar-se ell mateix rei a Reims el 13 de novembre del 888. Això desencadenà una nova guerra civil entre els partidaris del rei Odó —l'usurpador—, i els partidaris del jove Carles, que posteriorment seria anomenat Carles III el Ximple.

### Els comtes de la Gòtia durant la crisi de la monarquia franca

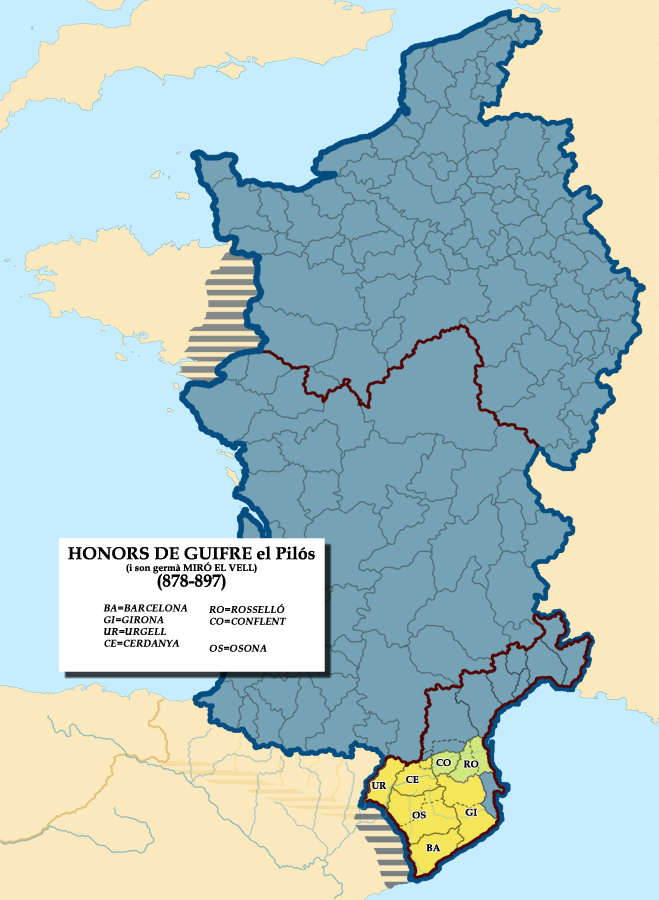
Honors de Guifré el Pilós (878-897)
Honors de Miró el Vell (878-897)
Francia Occidentalis (843-987)

Seguint la tradició dels comtes de la Gòtia d'ascendència visigòtica, els comtes Guifré el Pilós, Miró de Rosselló-Conflent i els comtes d'Empúries Delà i Sunyer II acataren els monarques carolingis Carloman (879-884) i Carles el Gros (885-888), tal com ho testimonien la visita a la cort reial del 881, duta a terme pels jerarques gots per sol·licitar-hi privilegis, i el precepte atorgat el 886 per Carles el Gros a Teotari, bisbe de Girona. Ara bé, aquesta lleialtat pren, després de mort Lluís el Tartamut, un caràcter passiu; els comtes gots, si bé no s'alçaren mai contra els francs, evitaren d'implicar-se en les lluites del regne. El 879, Lluís III i Carloman marxaren contra Bosó, autoproclamat rei de Provença, títol privatiu dels descendents de Carlemany; els comtes gots van posicionar-se a favor de Carloman, però no s'uniren a l'expedició, actitud força diferent de la decidida i ferma actuació, només dos anys enrere, de Guifré i Miró a Septimània contra els seguidors de Bernat de Gòtia; igualment, cap dels jerarques sud-pirinencs no assistí a l'assemblea de Ponthion (885), ja que, per als comtes gots, els atacs normands representaven una qüestió aliena i llunyana.
Per tot això, els comtes de Barcelona rebutjaren, en un primer moment, el rei intrús Odó (888-898), com demostra el fet que deixaren de seguir durant el seu regnat la cronologia dels monarques francs, però tampoc no s'alçaren contra l'usurpador en defensa dels drets del carolingi Carles el Ximple. Al seu torn, Odó, absorbit per les lluites contra els normands, no pogué endegar cap actuació política al sud del regne, tot i que, al final, va haver-hi un cert acostament dels comtes gots cap a aquest rei, a causa de la crisi eclesiàstica motivada per l'actuació irregular del prevere Esclua.
El 886, aprofitant l'absència de l'arquebisbe Teotard de Narbona, el clergue cerdà Esclua anà a la Gascunya i s'hi feu consagrar bisbe d'Urgell, diòcesi d'on, per instigació del comte Ramon I de Pallars-Ribagorça i amb l'aprovació tàcita de Guifré el Pilós -comte d'Urgell- n'expulsà el bisbe titular Ingobert. La situació va complicar-se, però, quan Esclua es proclamà metropolità de la Tarragonesa, sostraient així les diòcesis sud-pirinenques a l'obediència de Narbona. Amb aquesta condició de pretesa seu metropolitana, el bisbe intrús d'Urgell va intervenir en el contenciós creat el 887, quan els comtes Delà i Sunyer II d'Empúries rebutjaren Servus Dei, clergue consagrat bisbe de Girona pel metropolità Teotard de Narbona, d'acord amb Guifré el Pilós. Accedint a les peticions dels comtes emporitans, Esclua consagrà, amb el concurs de Frodoí de Barcelona i Gotmar de Vic, un nou bisbe de Girona en la persona d'Eremir; el 889, Servus Dei, expulsat de Girona, va haver de refugiar-se al monestir de Banyoles. D'altra banda, el 888, Esclua va complaure Ramon I –li devia l'accés a la seu d'Urgell-, amb l'erecció del bisbat de Pallars, com també, per assegurar-se el suport de Sunyer i Delà, va disposar-se a restablir l'antiga seu d'Empúries, existent fins a la invasió àrab.

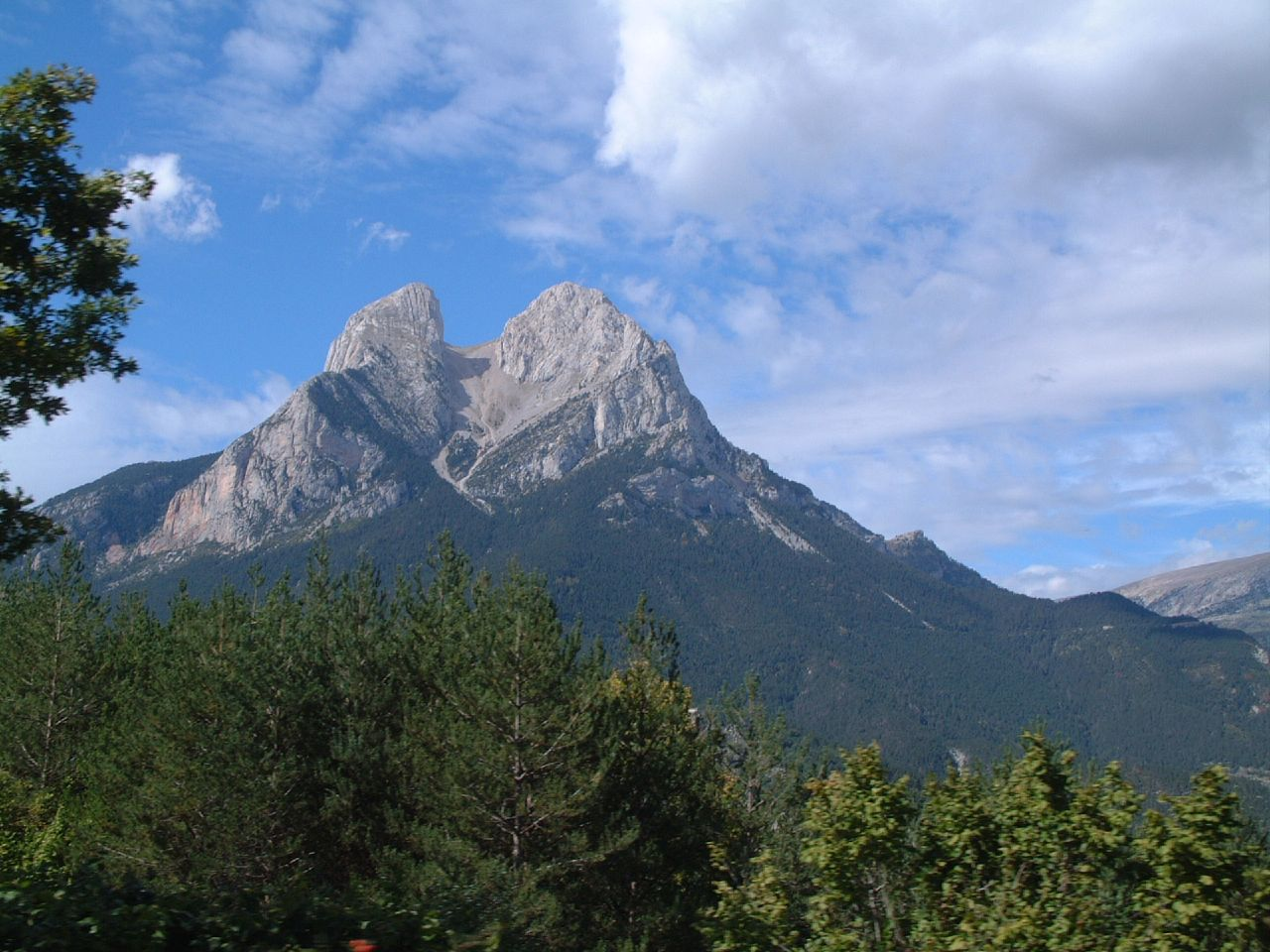
El Pedraforca (el Berguedà)

Guifré el Pilós, si, en un primer moment, tolerà la deposició d'Ingobert -no hi devia tenir gaire bona relació-, ara, per l'amistat amb Teotard de Narbona, no podia admetre les pretensions metropolitanes d'Esclua; a més, per l'interès dels comtes en l'existència de seus episcopals als seus dominis, per controlar-les situant-hi familiars propers o per negociant-ne la concessió a canvi de contrapartides polítiques o econòmiques –d'ací l'actuació de Ramon I i de Delà i Sunyer II en tot aquest afer-, Guifré no podia permetre l'erecció de nous bisbats -Pallars i Empúries-, constituïts retallant el territori de diòcesis situades als seus comtats d'Urgell i Girona. Per tot això, ara Guifré va posicionar-se en contra d'Esclua i a favor de Teotard i dels bisbes destituïts, Ingobert i Servus Dei.
Davant d'aquesta situació, els comtes d'Empúries cregueren convenient acostar-se a Odó i reconèixer-lo com a rei franc, tot i el seu caràcter d'intrús; el 889, el comte Sunyer II i el bisbe Eremir acudiren a Orleans, a la cort d'Odó i n'obtingueren uns preceptes que, al comtat d'Osona, incloïen una sèrie de donacions reials a favor del bisbat clarament lesives per a Guifré el Pilós. Enfortits per aquesta aprovació reial, Sunyer i Delà ocuparen el comtat de Girona calculant que Odó els en podria concedir la investidura. En aquestes circumstàncies, Teotard també decidí acostar-se a Odó, de qui va obtenir un precepte de protecció reial per a l'arxidiòcesi de Narbona. Aprofitant la reconciliació del bisbe Gotmar de Vic amb Guifré, Teotard pogué convocar el 890 a Port -localitat propera a Nimes- un concili amb l'assistència dels arquebisbes metropolitans d'Arles, Ais de Provença, Embrun, Ate i Marsella, com també dels titulars de diòcesis sufragànies de Narbona: Nimes, Carcassona, Albi, Uzès, Magalona, Agda, Besiers, Tolosa, Lodeva, Elna i Vic. En aquest concili, en què va formular-se una condemna a les usurpacions d'Urgell i Girona, el bisbe Gotmar de Vic es declarà penedit d'haver col·laborat amb Frodoí de Barcelona i Esclua en la consagració anticanònica d'Eremir, i obtingué el perdó dels pares conciliars amb l'encàrrec de comunicar les resolucions sinodals a Sunyer II d'Empúries.

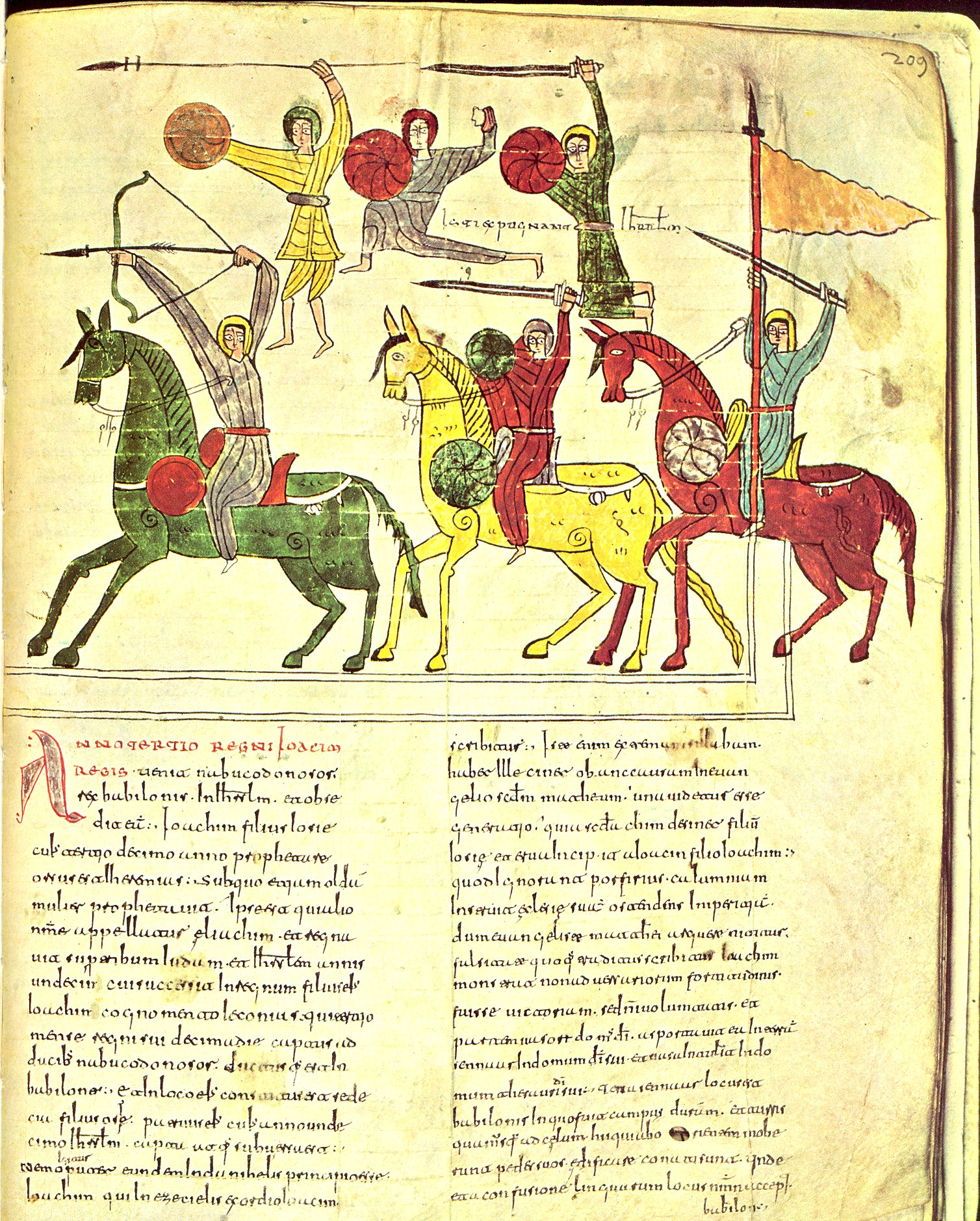
Miniatura d'un Beatus

La crisi eclesiàstica va cloure's definitivament amb un nou sínode a Urgell (892), en què Esclua i Eremir, obligats a comparèixer-hi, foren desposseïts formalment de les seus que ocupaven, les quals foren restituïdes als seus legítims titulars; el bisbe Frodoí de Barcelona conservà la mitra només perquè va obtenir el perdó de l'arquebisbe Teotard. De tot l'afer, només va restar-ne, temporalment, l'existència del bisbat de Pallars; aquesta diòcesi, el 911, es reconegué que subsistiria només en vida del seu titular Adolf; tanmateix, Ató, fill del comte Ramon I, aconseguí succeir Adolf i regir el bisbat fins a la seva mort, el 949; llavors, la diòcesi pallaresa va extingir-se i les seves parròquies es reintegraren al bisbat d'Urgell.
L'afer Esclua és un testimoni de la pèrdua per part de la monarquia franca del control dels comtats de la Gòtia a finals del segle ix. D'una banda, al sud del Pirineu, els únics comtes que reconegueren Odó com a rei franc foren els d'Empúries i, encara, pel seu interès d'afirmar la situació d'Eremir com a bisbe de Girona. Guifré el Pilós, Miró de Rosselló-Conflent i Ramon I de Pallars no feren cap acte d'acatament a aquest monarca franc, d'ací que no en rebessin mai cap precepte reial. Van mantenir una actitud de rebuig cap a un rei franc a qui consideraven il·legítim. D'altra banda, els monarques francs -tant el carolingi Carles el Gros (885-888) com l'intrús Odó (888-898)- mantingueren una actitud passiva, una actitud que hauria estat inconcebible en temps de Lluís el Tartamut i els seus predecessors -Carles el Calb, Lluís el Pietós, Carlemany i Pipí el Breu-. Aquests sobirans, si s'haguessin trobat amb un afer d'aquestes característiques, hi haurien pres part activament enviant una comissió de missi dominici a resoldre el problema. En canvi, Carles el Gros no va prendre cap mesura davant de les deposicions contra dret d'Ingobert d'Urgell (886) i Servus Dei de Girona (887) i, al seu torn, Odó va mantenir una actitud incoherent concedint privilegis primer a Eremir (889) i després al seu rival Teotard (890). Per a Odó, concedir privilegis a tot aquell qui acudia a la seva cort era un mitjà per a aconseguir ser reconegut com a rei franc i no pas una actuació orientada a resoldre la crisi, una crisi que fou superada gràcies a l'actuació dels poders eclesiàstics i civils de la zona mitjançant els concilis provincials de Port (890) i Urgell (892), en què l'absència de delegats del sobirà permeté la deposició d'Eremir tot i els preceptes reials que havia obtingut el 889.

### La colonització de les terres centrals
Fos violentament o amb una investidura formal, després del 878, els dominis de Guifré abastaven d'una banda una àrea muntanyenca –Urgell i Cerdanya- i de l'altra una de costanera –Barcelona i Girona-; al llarg del segle ix, excepte en el breu període de Sunifred (844-848), el pare de Guifré, aquestes dues zones s'havien mantingut separades i regides per comtes diferents; la raó se'n devia al fet que n'impedien la comunicació les terres centrals formades per les actuals contrades del Ripollès, la Vall de Lord, el Berguedà, el Lluçanès, la Plana de Vic, el Moianès, les Guilleries i el Bages, ço és, el territori despoblat arran de la revolta d'Aissó.

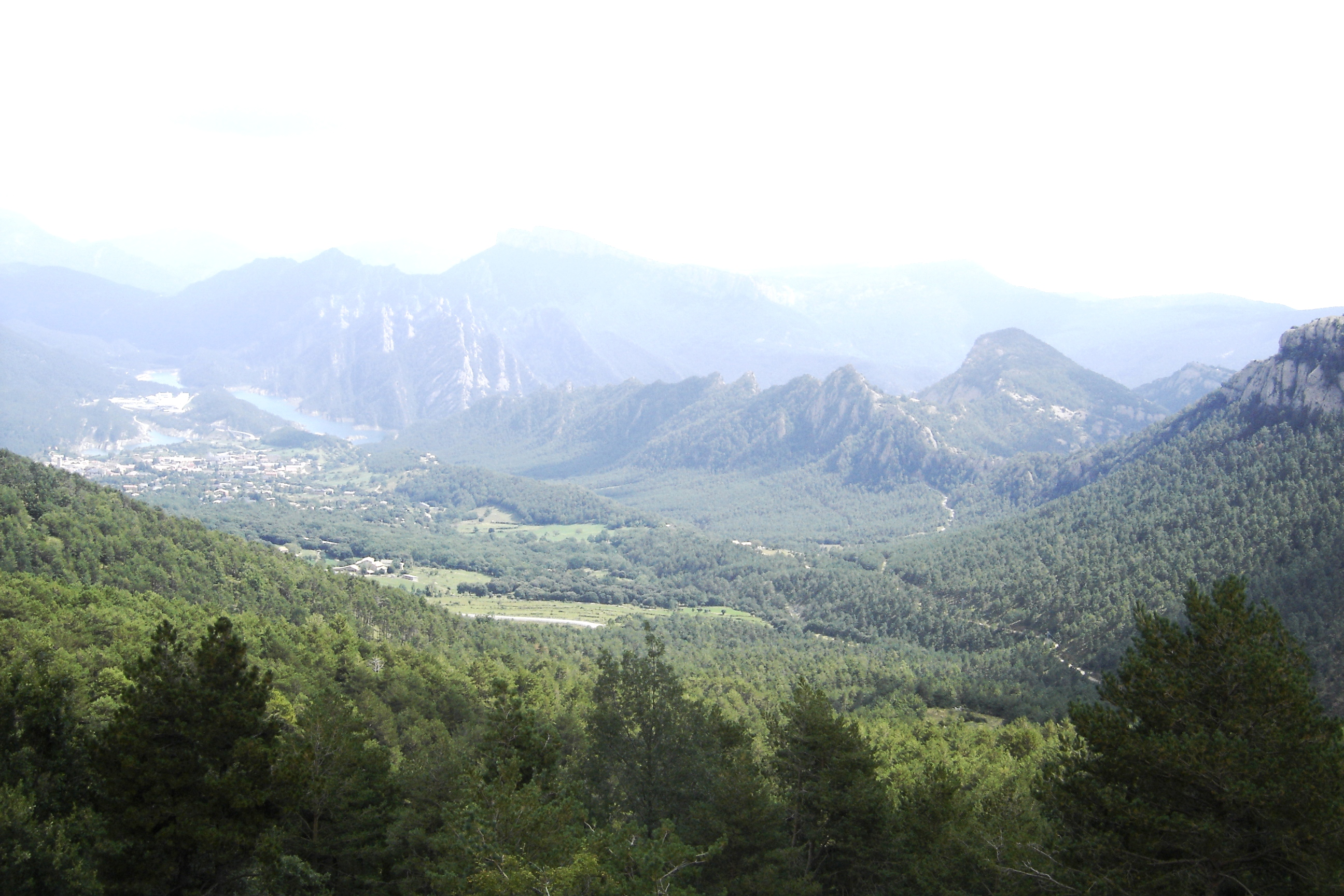
La Vall de Lord (Solsonès)

En aquesta àrea buida però, a finals del segle ix s'hi registrà un fort corrent de colonització procedent de les contrades pirinenques -Pallars, Urgell i Cerdanya-; després de gairebé dos segles d'haver acollit els que abandonaven les terres planes a causa dels riscos de les ràtzies andalusines, ara les terres d'alta muntanya patien superpoblació; per això a molta gent no li quedà més remei que establir-se a les terres baixes malgrat el perill d'atac. Davant d'aquesta situació Guifré el Pilós intervingué a la zona per canalitzar la colonització nomenant-hi el 885 un veguer per delimitar les àrees de colonització i els nuclis de poblament, així com també per integrar aquests territoris sota la seva estructura de poder comtal, extreure'n impostos i poder protegir-los militarment.
Quan les característiques i situació de la zona ho permetien, Guifré annexionà les àrees repoblades a un comtat ja existent: la Vall de Lord fou inclosa dins del comtat d'Urgell, i el pagus de Berga –l'actual Berguedà- al comtat de Cerdanya; ara bé, la regió central del Ripollès, Plana de Vic, Lluçanès i les Guilleries configurava un territori tradicionalment estructurat al voltant de la ciutat d'Ausa, amb una tradició ètnica pròpia -era l'antic país dels ausetans-; per això, Guifré hi creà un districte propi, el comtat d'Osona, on també foren incloses les terres del Moianès i el Bages les quals, tot i tenir un nucli tradicional a la ciutat de Manresa i una personalitat històrica derivada d'haver estat el país dels lacetans, degut a la seva situació de primera línia de frontera amb l'islam i pel seu escàs poblament no tenien prou entitat per a estructurar-hi un comtat diferenciat; d'ací el valor merament geogràfic i mai jurídic de l'expressió comtat de Manresa, freqüent en els documents.

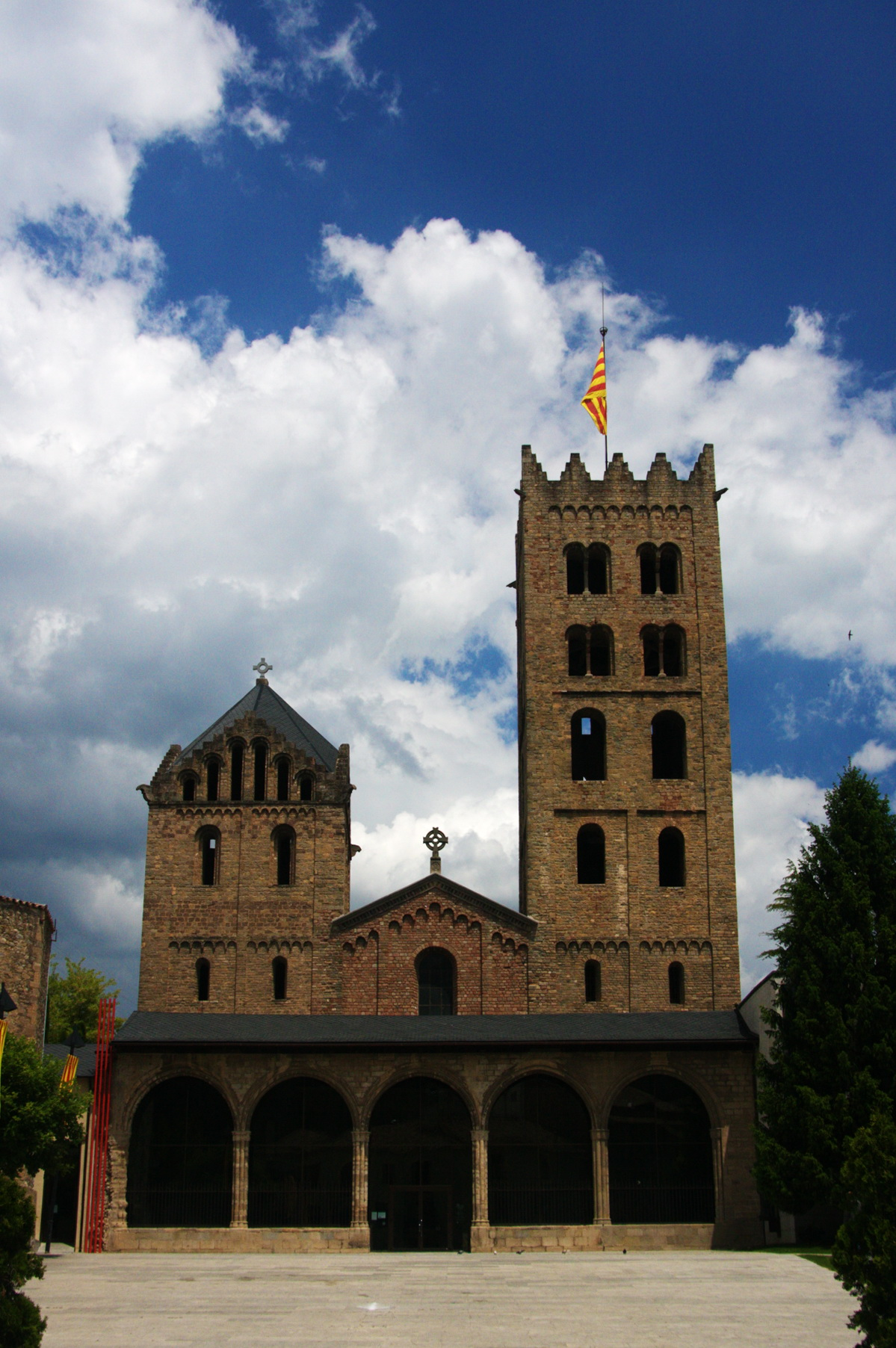
El monestir de Santa Maria de Ripoll fou fundat el 880 pel comte Guifré el Pilós

### La fundació dels monestirs de Santa Maria de Ripoll i Sant Joan de les Abadesses
En el vessant eclesiàstic, calgué integrar la xarxa de parròquies, erigides, sovint, pels mateixos colons, dins la jerarquia episcopal; a conseqüència de la proximitat geogràfica, les parròquies del Berguedà i les de la Vall de Lord foren incloses dins la diòcesi d'Urgell; ara bé, a l'àrea central, calgué restaurar la seu d'Ausa, destruïda per la invasió àrab del segle viii. El 886, Guifré el Pilós aconseguí de l'arquebisbe de Narbona, metropolità dels bisbats sud-pirinencs, el restabliment de la diòcesi i la consagració episcopal de l'arxipreste Gotmar; el nou bisbe feu erigir la nova catedral fora del recinte d'Ausa -una ciutat abandonada i en ruïnes, a causa de les destruccions provocades primer pels musulmans i, després, per la revolta d'Aisó- i la situà en un nou nucli de població, proper a l'antiga ciutat, un veïnat -vicus en llatí-, origen de l'actual Vic. Dins de la reorganització eclesiàstica de la nova zona, Guifré fundà els monestirs de Ripoll (880) i de Sant Joan de les Abadesses (885), dotats no sols de terres sinó també de drets públics i privilegis jurídics.
Així, Ripoll rebé els beneficis dels serveis reials deguts pels habitants d'Estiula i Ordina, de les pesqueries del Ter i del Freser, com també un terç del teloneu del mercat i, a més, el monestir fou declarat exempt de la jurisdicció dels tribunals comtals en matèria d'homicidis, raptes i altres delictes, com també als monjos els fou reconegut el dret d'elegir lliurement el seu abat segons la regla de sant Benet. El monestir -femení- de Sant Joan rebé, a més de latifundis, el castell de Montgrony, amb el seu terme i església. Per la seva banda, el 899, Emma, filla de Guifré el Pelós, feta nomenar abadessa de Sant Joan pel seu pare, aconseguí del rei Carles el Ximple un privilegi d'immunitat respecte del govern dels comtes per a l'abadessa i el cenobi, posats sota exclusiva jurisdicció reial; i el 913, ultra obligar, en virtut d'una sentència judicial, els habitants de la vall de Sant Joan a reconèixer la propietat monacal sobre les terres que ocupaven, Emma, després d'haver guanyat un plet contra el seu germà, el comte Miró II de Cerdanya, va aconseguir afirmar la jurisdicció abacial, excloent els pobladors de la rodalia de prestar serveis reials al comte.

## La mort de Guifré el Pilós lluitant contra l'islam

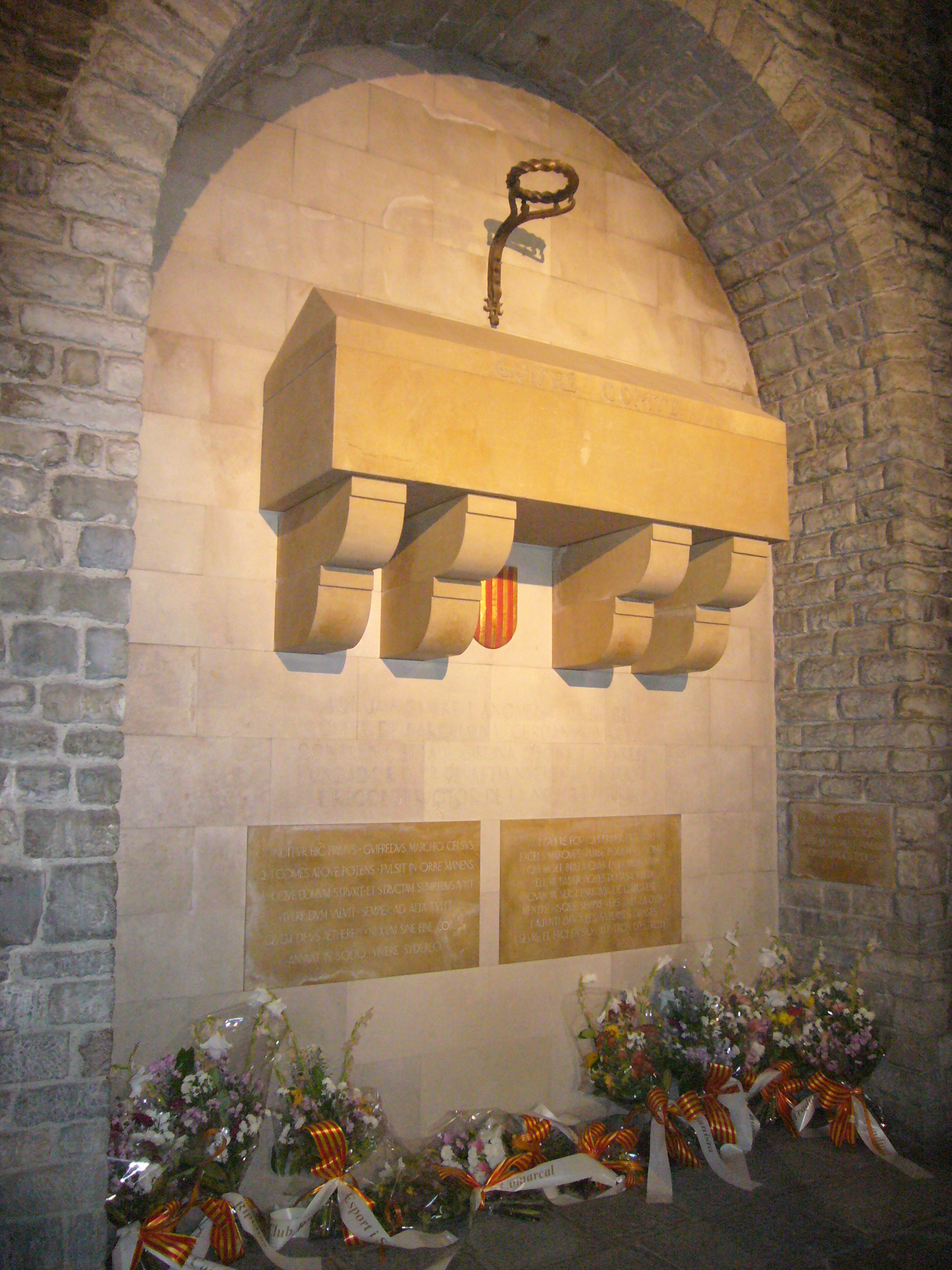
Sepulcre del comte Guifré al monestir de Ripoll, restaurat el 1982 per l'arquitecte Francesc Escudero i Ribot

Entre el 883 i el 884, els musulmans es van sentir amenaçats per l'expansió de Guifré el Pilós, que ambicionava establir la frontera als rius Llobregat i Segre, amb posicions al Bages (Cardona), Osona, el Berguedà, la Vall de Lord i a la Vall de Cervelló, aplicant una política de colonització cristiana dels territoris conquerits i construint-hi esglésies i monestirs al voltant dels quals fixava la població. Els dominis del comte Guifré s'estenien pel nord de Solsona, segurament per Besora, Tentellatge i Correà; al territori de Berga, per Sorba, Gargallà i Serrateix; i al territori d'Osona, per Cardona, Manresa i Montserrat.
Davant l'ofensiva cristiana, els governadors musulmans d'Ath-Thaghr al-Alà decidiren fortificar les ciutats de Làrida (Lleida), Balagui (Balaguer) i Muntsu. La fortificació de Làrida fou vista pel comte Guifré com una provocació i aquest atacà la ciutat governada pel valí Ismaïl ibn Mussa, de la família dels Banu Qasi. Però el setge de Larida (884)
no reeixí i l'historiador Ibn al Athir diu que els andalusins feren gran mortaldat entre els cristians. Poc després, el valí de Làrida Ismaïl ibn Mussa fou succeït per Lubb ibn Muhammad ibn Lubb ibn Mūsà al-Qasawī. Aquest llançà la ràtzia islàmica del 897 contra els dominis del comte Guifré i, tal com narra l'historiador andalusí Abu-Marwan ibn Hayyan, després de capturar i devastar el castell d'Aura, entrà en combat contra les tropes cabdillades pel comte Guifré, que durant la batalla fou greument ferit, i morí pocs dies després.
L'historiador andalusí Abu-Marwan ibn Hayyan anomena el comte Guifré Anqadid ibn al-Mundir —«Anqadid, fill d'al-Mundir»—, i com explica l'historiador Ramon d'Abadal el nom d’Anqadid no és sinó una mala grafia àrab del nom Guifrid, mentre que el cognom ibn al-Mundir —«fill d'al-Mundir»— seria el títol honorífic que els musulmans haurien donat al pare de Guifré —Sunifred d'Urgell— i que significa 'l'inigualable', 'el que no té par'. La identificació queda totalment confirmada al final del text, quan s'esmenta que el successor en el comtat de Barcelona fou el seu fill, Sunīr —Sunyer I de Barcelona—:
| «                                  | Any 284 de l'hègira [897-898 dC]. Ath-Thaghr al-Alà [La Frontera superior]. En aquest any, el senyor d'Ath-Thaghr al-Alà [frontera superior] Lubb ibn Muhammad al-Qāsī atacà el castell d'Aura, als dominis de Barcelona, seu de l'usurpador franc. Lubb va prendre el castell, el cremà i ocasionà danys a l'enemic. En trobar-se amb el qumis [comte] d'aquells dominis Anqadid ibn al-Mundir [Guifré el Pelós], pare de Sunīr [Sunyer], l'obligà a fugir, dispersà les seves tropes i, en aquest dia, en lluita, clavà un cop de llança a l'usurpador Anqadid [Guifré el Pelós] del qual va morir pocs dies després. Al·là posà de manifest el gran favor que té cap als musulmans! El fill d'Anqadid, Sunīr [Sunyer] —al qual Al·là maleeixi—, heretà la dignitat del seu pare. | » |
| — Abu-Marwan ibn Hayyan al-Qurtubí | |   |

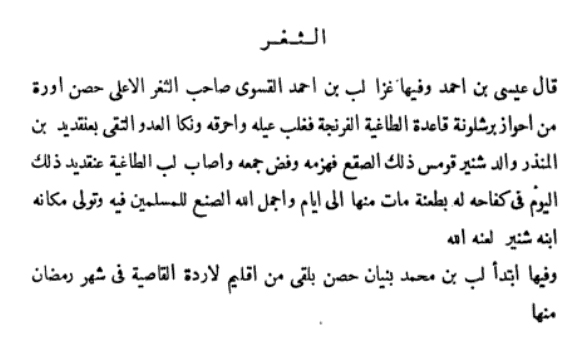
L'historiador andalusí Abu-Marwan ibn Hayyan al-Qurtubí (Còrdova, 987- ibídem, 1075) narrà la mort del comte Guifré de Barcelona en la seva obra Al-Muqtabis fi Tarikh al-Andalus

El comte Guifré morí en la lluita contra l'Islam l'11 d'agost de 897, prop del castell d'Aura, durant la ràtzia islàmica del 897. Les seves despulles romanen al monestir de Santa Maria de Ripoll.
El castell d'Aura esmentat per Abu-Marwan ibn Hayyan al-Qurtubí mai no ha estat identificat per la historiografia. A començaments del segle xx, alguns historiadors com Salvador Sanpere i Miquel, Francesc de Bofarull i Sans o Francesc Carreras i Candi creien possible que l'indret del castell fos a prop del monestir de Santa Maria de Valldaura, situada a Cerdanyola del Vallès (Vallès occidental), prop de la serra de Collserola. Però, anys després, l'historiador Antoni Pladevall i Font replicà que «l'atribució de Valldaura al castell o lloc d'Aura, on el 897 trobà la mort el comte Guifré el Pelós en lluita contra els àrabs, és una suposició sense més fonaments que la semblança de noms»; del mateix sentir és el medievalista Josep Maria Salrach i Marès, que opina que «el topònim castell d'Ora ha estat traduït per castell d'Aura, però hom dubta de la seva identificació amb Valldaura».
Altres localitzacions proposades n'han estat les proximitats del monestir de Santa Maria de Valldaura a Olvan (Berguedà), o a les contrades del castell d'Ora a la Vall d'Ora (Solsonès), per bé que totes en són especulacions sense fonament documental ni històric contrastat.

### Tomba de Guifré el Pilós[65]
Un segle després de la seva mort, a final del segle x o principi del segle xi, es construí al claustre del monestir de Ripoll una tomba per a Guifré el Pilós i el seu fill Raolf, bisbe d'Urgell, amb la inscripció Hic dux cum prole situs est Guifrede Pilose, a quo dotatus locus est hic et hedificatus.
La tomba es mantingué al llarg dels segles i realment no quedà afectada per l'incendi de 1835, atès que era al claustre. De fet, estava visible fins al 1847 quan s'ensorrà el sostre del claustre i la tomba queda enterrada. No es va retrobar fins l'expedició de Pellicer i Pagés de 1875. Els esquelets del comte i el fill van ser dipositats en caixes de fusta per conservar-les, fins que el 1891 foren dipositades a la sagristia del monestir en una caixa més rica.
Durant els anys de la Mancomunitat i de la Generalitat republicana sorgiren diferents iniciatives per construir un nou sepulcre, però no van prosperar. Durant la Guerra Civil, les restes foren novament retirades per salvaguardar-les i van tornar al monestir el 1951 en un conjunt situat a l'extrem del creuer de l'Evangeli. Finalment, l'11 de setembre de 1982, la Generalitat restaurada va inaugurar la nova tomba, inspirada en la del vescomte Bernat trobat a les excavacions.

## Pare de la pàtria

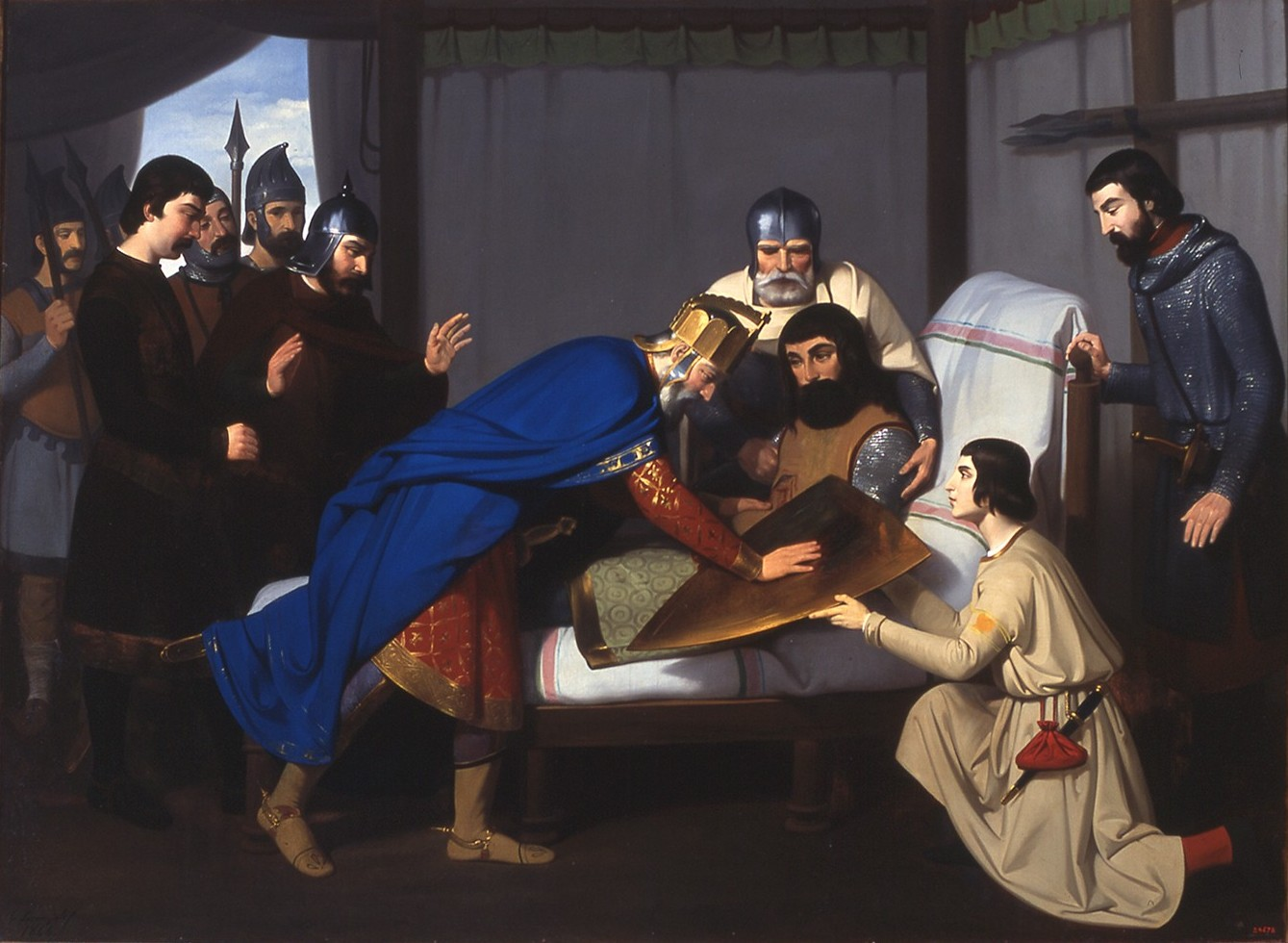
Origen de l'escut del comtat de Barcelona (Reial Acadèmia Catalana de Belles Arts de Sant Jordi). Seguint el que diu la llegenda, Claudi Lorenzale pinta (1843-1844) el moment en què Carles II estén els seus dits en l'escut de Guifré I, creant l'escut d'armes del comtat de Barcelona

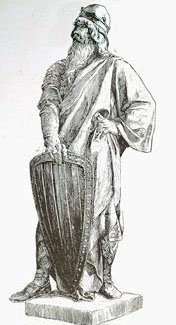
Estàtua de Guifré el Pilós (Venanci Vallmitjana, 1888)

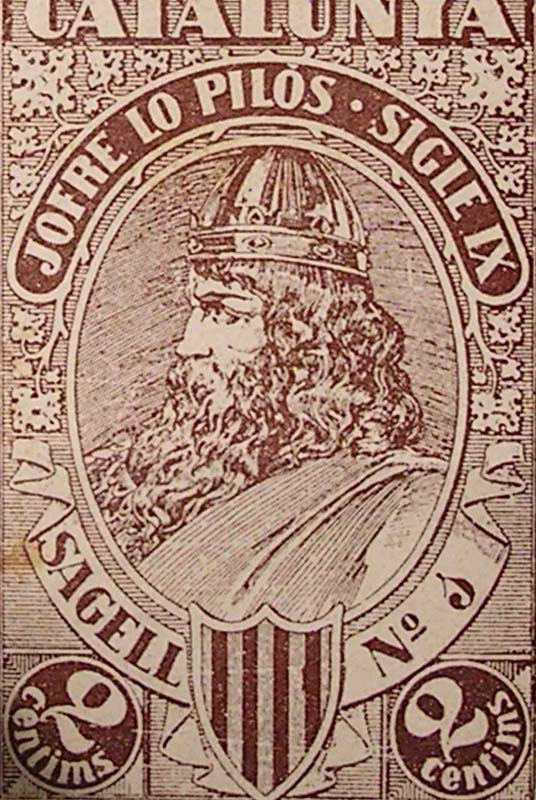
Segell de la Renaixença dedicat a Guifré el Pilós

L'anàlisi de la figura històrica de Guifré el Pilós no pot ser deslligada de la mitificació que en feren els reis d'Aragó del llinatge dels comtes de Barcelona. Així, en la Genealogia regum Navarrae et Aragoniae et comitum Barchinonae (1380), en la genealogia encarregada pel futur rei Joan I d'Aragó «el Caçador», s'atorga a Guifré el Pilós el títol de pare de la pàtria (Pater Patriae). El títol de Pater Patriae és d'origen romà i fou un honor concedit pel Senat de Roma a Ròmul, fundador llegendari de la ciutat, a Marc Furi Camil, considerat el segon fundador de la ciutat, i a alguns pocs emperadors romans més. I amb aquest títol, els antics reis catalanoaragonesos honoraren la memòria de Guifré el Pilós fins a mitificar-lo en la llegenda medieval com a destacat lluitador contra l'Islam i pare de la pàtria. La llegenda medieval fou recollida durant el Renaixement, vivificada de nou durant la Guerra dels Segadors i la Guerra de Successió, i finalment rescatada de l'oblit durant la Renaixença. Paral·lelament, la llegenda de les quatre barres de sang del valencià Pere Antoni Beuter, recollida el 1551 i divulgada arreu, el feia caure ferit mentre lluitava contra els normands al servei del rei de França, explicant que davant la petició del comte perquè el rei li donés un escut d'armes, aquell es mullà els dits amb la sang del comte i els passà per sobre l'escut daurat, donant lloc al que seria considerat posteriorment l'escut de Catalunya.
Al costat d'aquesta visió mítica i llegendària, s'analitza la figura del Guifré històric, interpretant-lo com un magnat got que, al servei de l'Imperi Carolingi, aprofità el col·lapse del poder reial per bastir-se un domini propi. La visió del Guifré mític, pare de la pàtria i creador de Catalunya té origen en la Gesta Comitum Barchinonensium, escrita al segle xii pels monjos de Ripoll; en aquesta obra, per tal de justificar l'inici, a finals del segle ix, de la transmissió hereditària dels comtats, se sobredimensionà la figura de Guifré el Pilós, avantpassat de la dinastia comtal barcelonina.
Tot i així, cal reconèixer la importància històrica de Guifré; com afirma Ferran Soldevila: «si un personatge històric és exaltat per la llegenda és que de debò fou gran -i així, afegim nosaltres, mai ningú no farà un heroi de llegenda d'un governant inepte i mediocre com fou, per exemple, el comte de Barcelona Berenguer Ramon I (1017-1035), rebesnet del Pilós, al contrari d'altres grans figures de la nissaga, com ara Jaume I (1213-1276)».
Continua Ferran Soldevila dient que: «ara bé, la grandesa de Guifré es basa en l'habilitat per a situar-se políticament en un moment crucial com fou la crisi de l'Imperi Carolingi, un terreny força relliscós en què d'altres de més ambiciosos que ell -cas de Bernat de Gòtia- hi fracassaren, mentre que els successors de Guifré assoliren els càrrecs de comte per simple transmissió familiar; i en la capacitat de saber intervenir en la repoblació de l'àrea central dels comtats per estructurar-hi el comtat d'Osona i el bisbat de Vic, fet cabdal per a la futura vertebració de Catalunya; però, de cap manera, en l'assoliment de la independència dels comtats».
L'historiador finalitza resumint els esdeveniments cabdals: «Cal repassar els fets: el 878, Guifré obtingué els comtats de Barcelona i Girona per haver col·laborat amb el rei en la repressió de la revolta de Bernat de Gòtia, avortant així un intent de trencar amb la monarquia carolíngia; per tant, en cas de no haver-se esdevingut el fet fortuït de la mort prematura de Lluís el Tartamut, el 879, origen de la descomposició de l'ordre carolingi, l'actuació de Guifré hauria dut, molt probablement, no pas a la independència, sinó a la pura i simple consolidació del poder reial franc al sud del Pirineu».

## Càrrecs i successors
A finals del segle ix, no hi havia establert cap criteri per determinar com s'havia de dur a terme la successió dels comtes de la Gòtia, fins a les capitulacions de Quiercy de 877. Els reis francs havien perdut la facultat, que havien tingut al segle ix, de nomenar i destituir els comtes, els quals, per això, deixaren de ser uns delegats del monarca per a esdevenir petits sobirans als seus dominis. La transmissió hereditària dels comtats era una pràctica que, a més de negligir l'autoritat del rei franc, convertia un càrrec públic en patrimoni familiar. Aquesta pràctica s'inicià el 895 a la mort de Miró el Vell. El seu comtat de Rosselló passà, sense cap mena d'intervenció del rei franc Odó I de França, a Sunyer II d'Empúries, i el de Conflent fou per a Guifré el Pilós.
|                    |                    |                    |                    |                    |                    |  |  |                  |                  |                  |                  |                  |                  |                     |                     |                     |                     |                     |                     |                   |                   |                   |                   |  |  |                        |                        |                        |                        | Guifré el Pilós        | Guifré el Pilós        | Guifré el Pilós | Guifré el Pilós | Guifré el Pilós      | Guifré el Pilós      |                      |                      |                      |                      |  |  |                |                |                |                |                |                |  |  | Sunyer I d'Empúries i Rosselló | Sunyer I d'Empúries i Rosselló | Sunyer I d'Empúries i Rosselló | Sunyer I d'Empúries i Rosselló | Sunyer I d'Empúries i Rosselló | Sunyer I d'Empúries i Rosselló |  |  |                  |                  |                  |                  |                  |                  |  |  |  |  |  |  |  |  |
|                    |                    |                    |                    |                    |                    |  |  |                  |                  |                  |                  |                  |                  |                     |                     |                     |                     |                     |                     |                   |                   |                   |                   |  |  |                        |                        |                        |                        | Guifré el Pilós        | Guifré el Pilós        | Guifré el Pilós | Guifré el Pilós | Guifré el Pilós      | Guifré el Pilós      |                      |                      |                      |                      |  |  |                |                |                |                |                |                |  |  | Sunyer I d'Empúries i Rosselló | Sunyer I d'Empúries i Rosselló | Sunyer I d'Empúries i Rosselló | Sunyer I d'Empúries i Rosselló | Sunyer I d'Empúries i Rosselló | Sunyer I d'Empúries i Rosselló |  |  |                  |                  |                  |                  |                  |                  |  |  |  |  |  |  |  |  |
|                    |                    |                    |                    |                    |                    |  |  |                  |                  |                  |                  |                  |                  |                     |                     |                     |                     |                     |                     |                   |                   |                   |                   |  |  |                        |                        |                        |                        |                        |                        |                 |                 |                      |                      |                      |                      |                      |                      |  |  |                |                |                |                |                |                |  |  |                                |                                |                                |                                |                                |                                |  |  |                  |                  |                  |                  |                  |                  |  |  |  |  |  |  |  |  |
|                    |                    |                    |                    |                    |                    |  |  |                  |                  |                  |                  |                  |                  |                     |                     |                     |                     |                     |                     |                   |                   |                   |                   |  |  |                        |                        |                        |                        |                        |                        |                 |                 |                      |                      |                      |                      |                      |                      |  |  |                |                |                |                |                |                |  |  |                                |                                |                                |                                |                                |                                |  |  |                  |                  |                  |                  |                  |                  |  |  |  |  |  |  |  |  |
|                    |                    |                    |                    |                    |                    |  |  |                  |                  |                  |                  |                  |                  | Miró II de Cerdanya | Miró II de Cerdanya | Miró II de Cerdanya | Miró II de Cerdanya | Miró II de Cerdanya | Miró II de Cerdanya |                   |                   |                   |                   |  |  | Guifré II de Barcelona | Guifré II de Barcelona | Guifré II de Barcelona | Guifré II de Barcelona | Guifré II de Barcelona | Guifré II de Barcelona |                 |                 | Sunifred II d'Urgell | Sunifred II d'Urgell | Sunifred II d'Urgell | Sunifred II d'Urgell | Sunifred II d'Urgell | Sunifred II d'Urgell |  |  |                |                |                |                |                |                |  |  |                                |                                |                                |                                |                                |                                |  |  |                  |                  |                  |                  |                  |                  |  |  |  |  |  |  |  |  |
|                    |                    |                    |                    |                    |                    |  |  |                  |                  |                  |                  |                  |                  | Miró II de Cerdanya | Miró II de Cerdanya | Miró II de Cerdanya | Miró II de Cerdanya | Miró II de Cerdanya | Miró II de Cerdanya |                   |                   |                   |                   |  |  | Guifré II de Barcelona | Guifré II de Barcelona | Guifré II de Barcelona | Guifré II de Barcelona | Guifré II de Barcelona | Guifré II de Barcelona |                 |                 | Sunifred II d'Urgell | Sunifred II d'Urgell | Sunifred II d'Urgell | Sunifred II d'Urgell | Sunifred II d'Urgell | Sunifred II d'Urgell |  |  |                |                |                |                |                |                |  |  |                                |                                |                                |                                |                                |                                |  |  |                  |                  |                  |                  |                  |                  |  |  |  |  |  |  |  |  |
|                    |                    |                    |                    |                    |                    |  |  |                  |                  |                  |                  |                  |                  |                     |                     |                     |                     |                     |                     |                   |                   |                   |                   |  |  |                        |                        |                        |                        |                        |                        |                 |                 |                      |                      |                      |                      |                      |                      |  |  |                |                |                |                |                |                |  |  |                                |                                |                                |                                |                                |                                |  |  |                  |                  |                  |                  |                  |                  |  |  |  |  |  |  |  |  |
|                    |                    |                    |                    |                    |                    |  |  |                  |                  |                  |                  |                  |                  |                     |                     |                     |                     |                     |                     |                   |                   |                   |                   |  |  |                        |                        |                        |                        |                        |                        |                 |                 |                      |                      |                      |                      |                      |                      |  |  |                |                |                |                |                |                |  |  |                                |                                |                                |                                |                                |                                |  |  |                  |                  |                  |                  |                  |                  |  |  |  |  |  |  |  |  |
| Casal de Ribagorça | Casal de Ribagorça | Casal de Ribagorça | Casal de Ribagorça | Casal de Ribagorça | Casal de Ribagorça |  |  | Casal de Pallars | Casal de Pallars | Casal de Pallars | Casal de Pallars | Casal de Pallars | Casal de Pallars |                     |                     |                     |                     | Casal de Cerdanya   | Casal de Cerdanya   | Casal de Cerdanya | Casal de Cerdanya | Casal de Cerdanya | Casal de Cerdanya |  |  | Casal de Besalú        | Casal de Besalú        | Casal de Besalú        | Casal de Besalú        | Casal de Besalú        | Casal de Besalú        |                 |                 | Casal de Barcelona   | Casal de Barcelona   | Casal de Barcelona   | Casal de Barcelona   | Casal de Barcelona   | Casal de Barcelona   |  |  | Casal d'Urgell | Casal d'Urgell | Casal d'Urgell | Casal d'Urgell | Casal d'Urgell | Casal d'Urgell |  |  | Casal de Rosselló              | Casal de Rosselló              | Casal de Rosselló              | Casal de Rosselló              | Casal de Rosselló              | Casal de Rosselló              |  |  | Casal d'Empúries | Casal d'Empúries | Casal d'Empúries | Casal d'Empúries | Casal d'Empúries | Casal d'Empúries |  |  |  |  |  |  |  |  |

A la mort de Guifré, en un primer moment, els seus fills -Guifré Borrell, Miró, Sunifred i Sunyer- van optar per governar conjuntament tots els dominis del pare i administrar-los sota presidència del primogènit, Guifré Borrell. Aviat, però, quan cadascun dels comtes cogovernants tingué descendència, calgué abandonar la idea d'herència conjunta i, llavors, cada fill transmeté individualment als seus hereus la part del conjunt comtal que regia: 
- Guifré II Borrell, juntament amb Sunyer: Barcelona, Girona i comtat d'Osona-Manresa
- Sunifred: Urgell
- Miró: Cerdanya-Berga, i Conflent

| Guifré el Pilós Casal de BarcelonaNaixement: v. 840 Mort: 897                                              |                                                                                                |                                                                                                  |
| Càrrec de govern                                                                                           |                                                                                                |                                                                                                  |
| Precedit per: Salomó d'Urgell i Cerdanya                                                                   | Comte d'Urgell (Llista de comtes d'Urgell) (870–897)                                           | Succeït per: Sunifred II d'Urgell (fill)                                                         |
| Precedit per: Salomó d'Urgell i Cerdanya                                                                   | Comte de Cerdanya (Llista de comtes de Cerdanya) Comtat de Cerdanya, Comtat de Berga (870–897) | Succeït per: Miró II de Cerdanya (fill)                                                          |
| Precedit per: Miró I de Conflent "el Vell" (germà)                                                         | Comte de Conflent (896–897)                                                                    | Succeït per: Miró II de Cerdanya (fill)                                                          |
| Precedit per: Bernat de Gòtia (destituït l'11 de setembre de 878)                                          | Comte de Barcelona (Llista de comtes de Barcelona) (878–897)                                   | Succeït per: Guifré II Borrell de Barcelona amb el seu germà menor Sunyer I de Barcelona (fills) |
| Precedit per: Bernat de Gòtia (destituït l'11 de setembre de 878)                                          | Comte de Girona (878–897)                                                                      | Succeït per: Guifré II Borrell de Barcelona amb el seu germà menor Sunyer I de Barcelona (fills) |
| — Territori conquerit: — Territori despoblat per la Revolta d'Aissó i repoblat per Guifré I el Pelós (886) | Comte d'Osona (Llista de comtes d'Osona) Comtat d'Osona, Comtat de Manresa (886–897)           | Succeït per: Guifré II Borrell de Barcelona amb el seu germà menor Sunyer I de Barcelona (fills) |